# Умершие в июне 2018 года
Это список известных людей, соответствующих установленным критериям значимости (см. Википедия:Критерии значимости персоналий), умерших в июне 2018 года.
Причина смерти указывается лишь в исключительных случаях (убийство, самоубийство, гибель в результате военных действий, смертная казнь, ДТП или несчастные случаи). В остальных случаях — не указывается.

## 30 июня
- Дезидери, Клаудио (75) — итальянский оперный певец (баритон)[1].
- Заплатинский, Владимир Михайлович (66) — советский и украинский руководитель производства, президент ОАО «Эвис», депутат Верховной Рады Украины (1998—2007)[2].
- Сальдуа, Хосе Антонио (76) — испанский футболист, нападающий, трёхкратный обладатель Кубка Испании, победитель Кубка ярмарок (1965/66)[3].
- Сезгин, Фуат (93) — турецкий историк[4].
- Сухих, Павел Константинович (50) — российский художник-мультипликатор и комиксист, известный под псевдонимом «Хихус»[5].
- Галенар, Юрай (35) — словацкий футболист, полузащитник; самоубийство.

## 29 июня

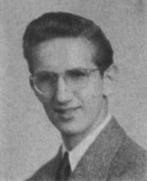
Стив Дитко

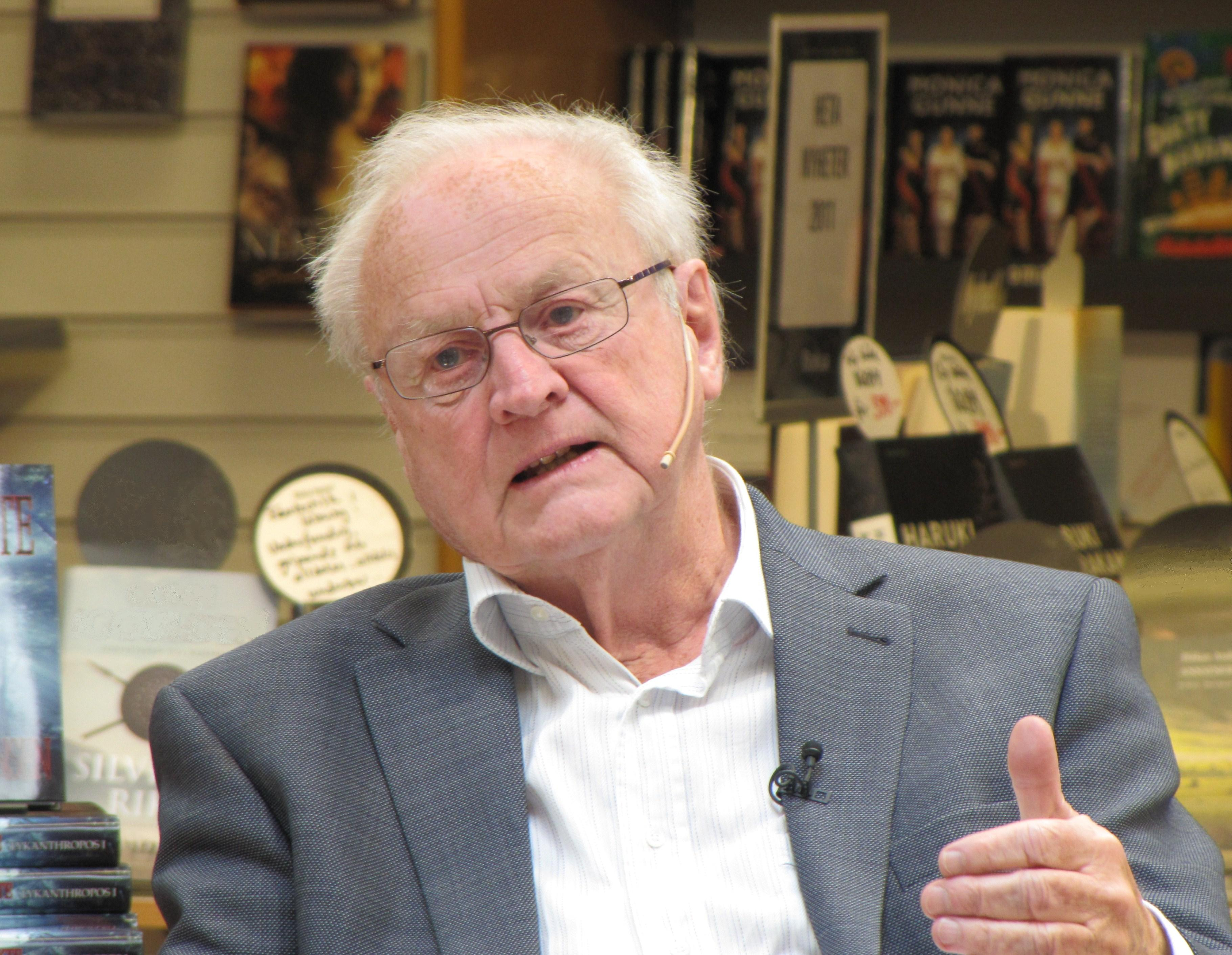
Арвид Карлссон

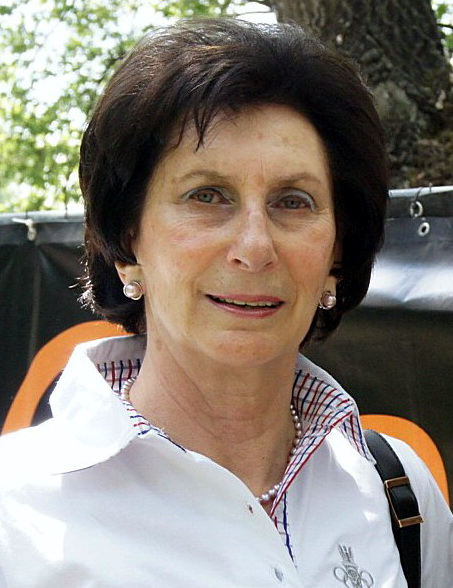
Ирена Шевиньская

- Абалтусов, Василий Борисович (69) — советский и российский художник[6].
- Бочин, Виктор Петрович (57) — белорусский тренер по метанию копья, заслуженный тренер Республики Беларусь, мастер спорта международного класса[7].
- Дитко, Стив (90) — американский художник и поэт[8].
- Иванов, Альберт Петрович (87) — советский и российский партийно-хозяйственный деятель, первый секретарь Орловского горкома КПСС (1968—1975), заслуженный работник коммунального хозяйства Российской Федерации[9].
- Карлссон, Арвид (95) — шведский фармаколог, лауреат Нобелевской премии по физиологии или медицине (2000)[10].
- Мадюбос, Жак (74) — французский легкоатлет, золотой медалист чемпионата Европы по лёгкой атлетике в Будапеште (1966)[11].
- Мендоса, Мария Луиза (88) — мексиканская писательница, журналистка и политический деятель[12].
- Можаев, Андрей Борисович (62) — российский прозаик и публицист, сценарист, литературовед, сын писателя Бориса Можаева[13].
- Монтевекки, Лилиана (85) — французская и итальянская балерина и киноактриса, лауреат премии Тони[14].
- Милошенко, Валерий Васильевич (78) — советский и российский театральный актёр, артист Красноярского театра драмы имени А. С. Пушкина[15].
- О’Коннор, Деррик (77) — британский и ирландский киноактёр[16].
- Питт, Юджин (80) — американский эстрадный певец[17].
- Танкеев, Анатолий Петрович (74) — советский и российский физик, главный научный сотрудник Института физики металлов УрО РАН[18].
- Шевиньская, Ирена (72) — польская легкоатлетка, трёхкратная олимпийская чемпионка: в Токио (1964), в Мехико (1968) и в Монреале (1976); пятикратная чемпионка Европы[19].

## 28 июня

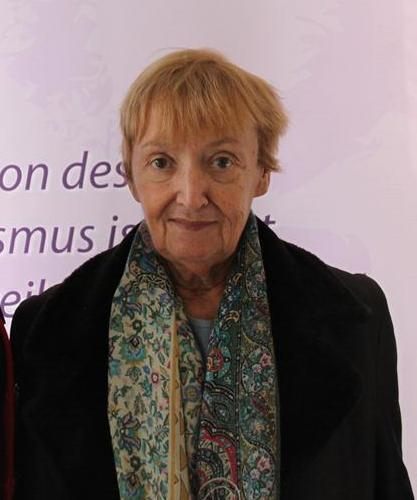
Кристине Нестлингер

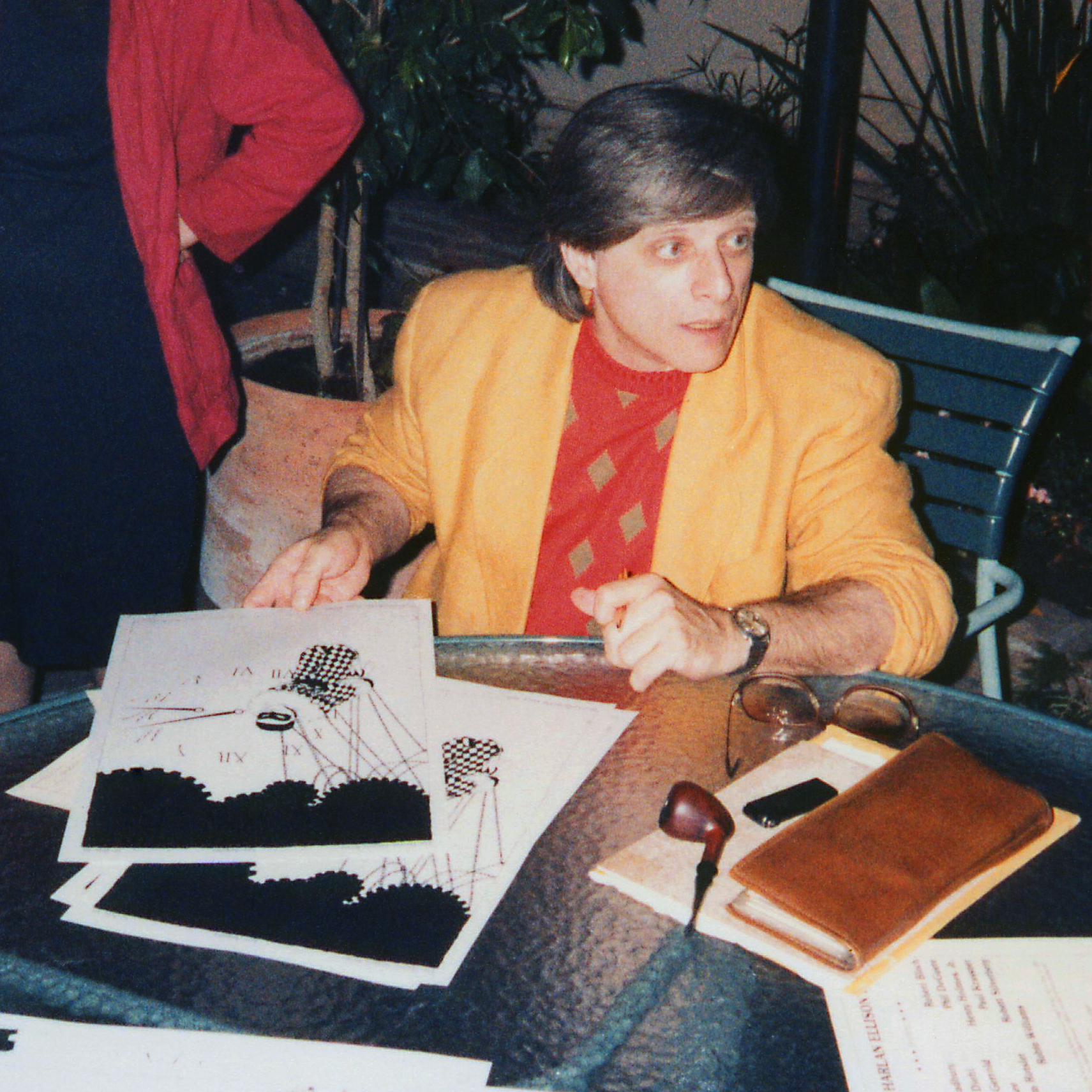
Харлан Эллисон

- Андросов, Виталий Тимофеевич (66) — российский якутский композитор, заслуженный деятель искусств Республики Саха (Якутия)[20].
- Буневчевич, Горан (45) — сербский футболист[21].
- Нёстлингер, Кристине (81) — австрийская детская писательница[22].
- Плутник, Альберт Ушерович (77) — советский и российский журналист, корреспондент газеты «Известия»[23].
- Росси, Альдо Лорис (85) — итальянский архитектор[24].
- Сото, Стив (54) — американский рок-музыкант[25].
- Сьюэлл, Альберт (90) — британский футбольный комментатор, кавалер ордена Британской империи[26].
- Тара, Шарык (88) — турецкий бизнесмен, основатель компании Enka[27].
- Эллисон, Харлан (84) — американский писатель-фантаст и киносценарист[28].

## 27 июня

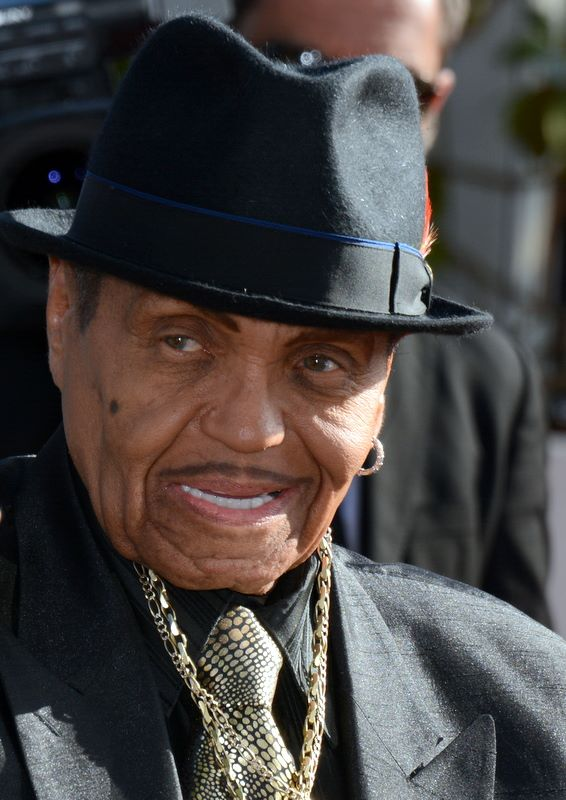
Джо Джексон

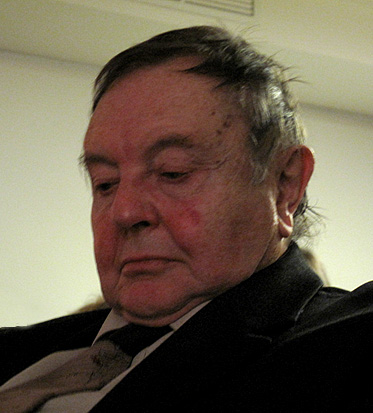
Владимир Успенский

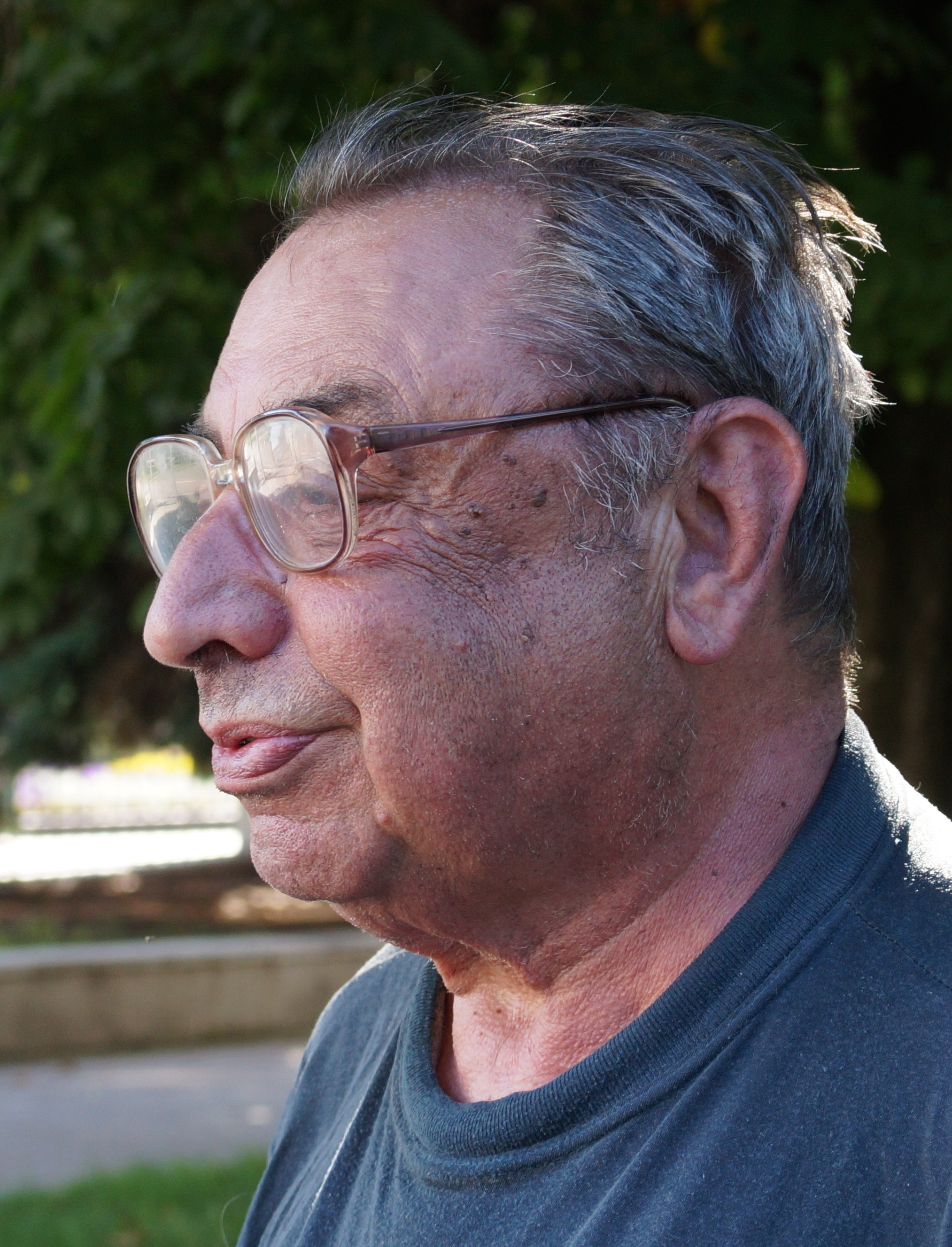
Леонид Фризман

- Ахтамзян, Абдулхан Абдурахманович (87) — советский и российский историк-международник, специалист по истории международных отношений и дипломатии XX века, доктор исторических наук (1975), профессор (1976), заслуженный деятель науки РФ (2001)[29].
- Джексон, Джо (89) — американский музыкальный менеджер, отец Майкла Джексона[30].
- Колпаков, Вячеслав Борисович (79) — советский и казахстанский театральный актёр, артист Костанайского академического русского театра драмы (с 1966), народный артист Казахской ССР (1983)[31].
- Кузнецов, Владислав (78) — советский и российский хоккеист и хоккейный арбитр, судья международной категории, мастер спорта СССР[32].
- Успенский, Владимир Андреевич (87) — советский и российский математик, популяризатор науки[33].
- Фризман, Леонид Генрихович (82) — советский и украинский литературовед и писатель, доктор филологических наук, профессор[34].
- Шварцев, Степан Львович (81) — советский и российский геолог, организатор и руководитель Сибирской гидрогеохимической научной школы, Заслуженный деятель науки Российской Федерации, Заслуженный геолог Российской Федерации, лауреат Государственной премии СССР, профессор[35].

## 26 июня

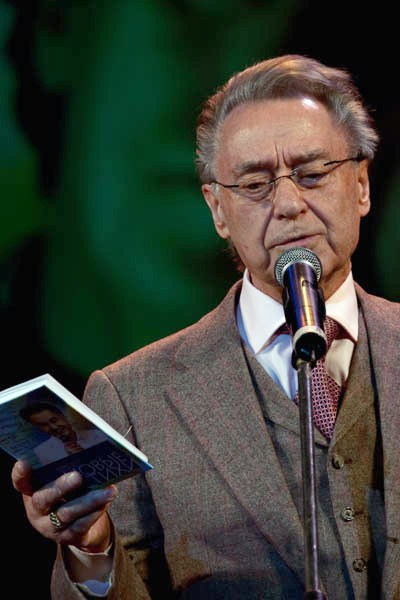
Андрей Дементьев

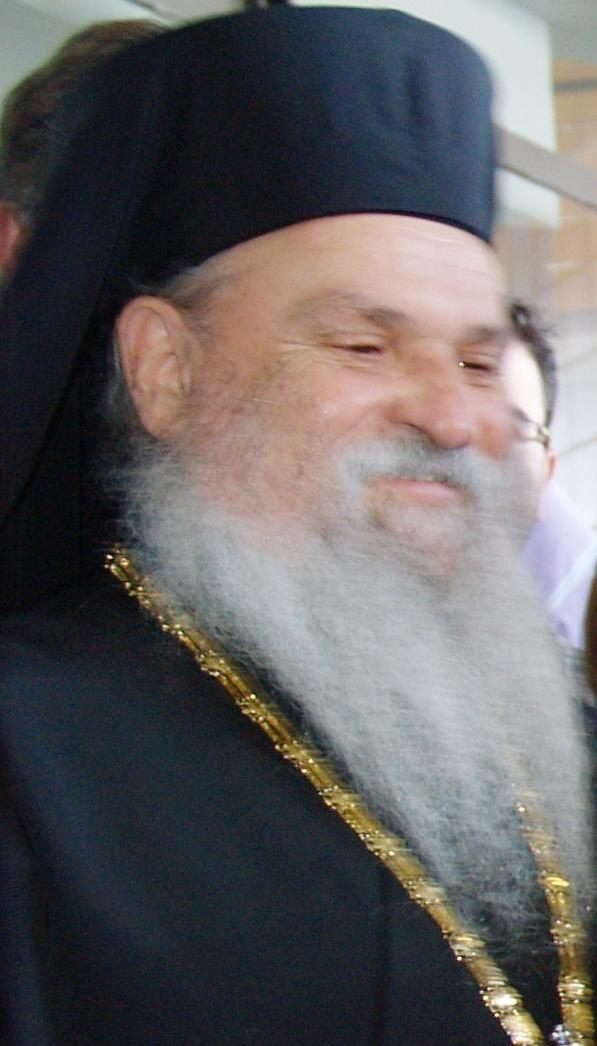
Игнатий (Лаппас)

- Абдуллаходжаева, Малика Саматовна (85) — советский и узбекский патологоанатом, действительный член Академии наук Узбекистана, Герой Узбекистана (2006)[36].
- Багаев, Георгий (46) — осетинский актёр, артист Югоосетинского театра драмы имени Коста Хетагурова[37].
- Де Вито, Рик (64) — нидерландский эстрадный певец[38].
- Дементьев, Андрей Дмитриевич (89) — советский и российский поэт, радио- и телеведущий, главный редактор журнала «Юность» (1981—1992), лауреат Государственной премии СССР (1985)[39].
- Дирикс, Хенри (90) — бельгийский футболист, участник чемпионата мира (1954)[40].
- Дэвис, Гарольд (85) — шотландский футболист[41] Архивная копия от 26 июня 2018 на Wayback Machine.
- Игнатий (Лаппас) (72) — епископ Элладской православной церкви, митрополит Ларисский и Тирнавский (с 1994 года)[42].
- Кесада, Мария Эмилия (117) — кубинская долгожительница, старейшая неверифицированная жительница Кубы[43].
- Намфи, Анри (85) — гаитянский военный и государственный деятель, председатель Национального совета Гаити (1986—1988), президент Гаити (1988)[44].
- Нильссон, Бу (81) — шведский композитор[45].
- Отт, Сабина (62) — американская художница[46].
- Пенц, Борживой (82) — чешский актёр театра и кино[47].
- Романцов, Александр Иосифович (68) — советский и эстонский хоккеист и тренер[48].
- Сидоров, Виктор Иванович (65) — советский и российский спортивный менеджер, президент футбольного клуба «Зенит» (Санкт-Петербург)[49].
- Шарипов, Хусан Артыкович (80) — советский и узбекский актёр театра и кино, народный артист Узбекской ССР (1991)[50].
- Шишигин, Николай Спиридонович (61) — российский якутский общественный деятель, популяризатор якутского народного инструмента хомус[51].

## 25 июня

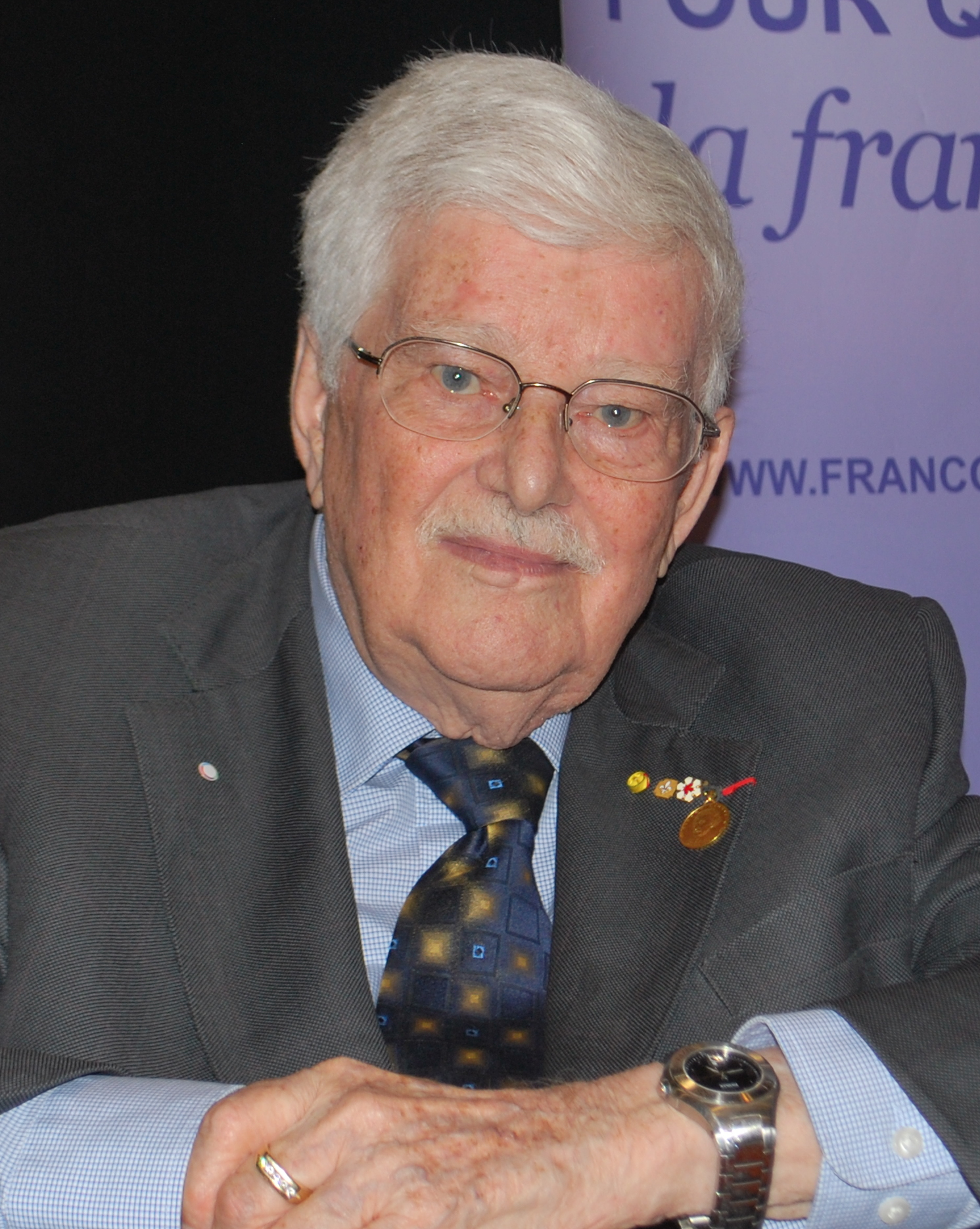
Поль Жерен-Лажуа

- Бич, Борис Николаевич (72) — российский художник-супрематист[52].
- Гаврилова, Людмила Михайловна (71) — советский и российский театральный режиссёр, главный режиссёр Ульяновского государственного театра кукол[53].
- Голдблатт, Дэвид (87) — южноафриканский фотограф, борец за права чернокожего населения в США[54].
- Давтян, Мисак Аршамович (83) — советский и армянский учёный, государственный и общественный деятель, действительный член академии наук Армении, министр народного образования Армянской ССР (1989—1990)[55].
- Довгый, Василий Михайлович (76) — украинский писатель и журналист, председатель правления Черновицкого отделения Союза писателей Украины[56].
- Жерен-Лажуа, Поль (98) — канадский государственный деятель министр международного сотрудничества Канады (1970—1977)[57].
- Негм, Абдрахим Мохаммед — египетский футболист, тренер и комментатор[58].
- Степанов, Захар Константинович (87) — советский и российский якутский композитор, председатель правления Союза композиторов Республики Саха (Якутия)[59].
- Синкевич, Валентина Алексеевна (91) — советская и американская поэтесса, эссеистка второй волны эмиграции, главный редактор альманаха «Встречи»[60].
- Сучилин, Андрей Анатольевич (58) — советский и российский рок-музыкант, лидер группы «До мажор»[61]
- Холод, Валентин Васильевич (81) — советский военный подводник, председатель Государственной комиссии Военно-Морского Флота, контр-адмирал. Герой Советского Союза (1982)[62].

## 24 июня

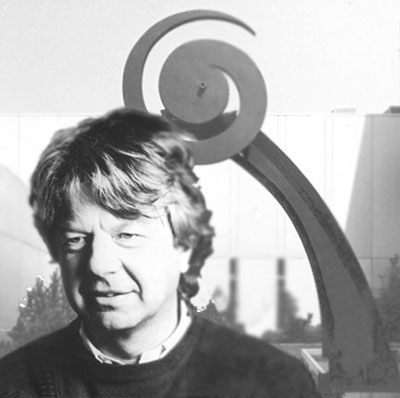
Харальд фон Бёмер

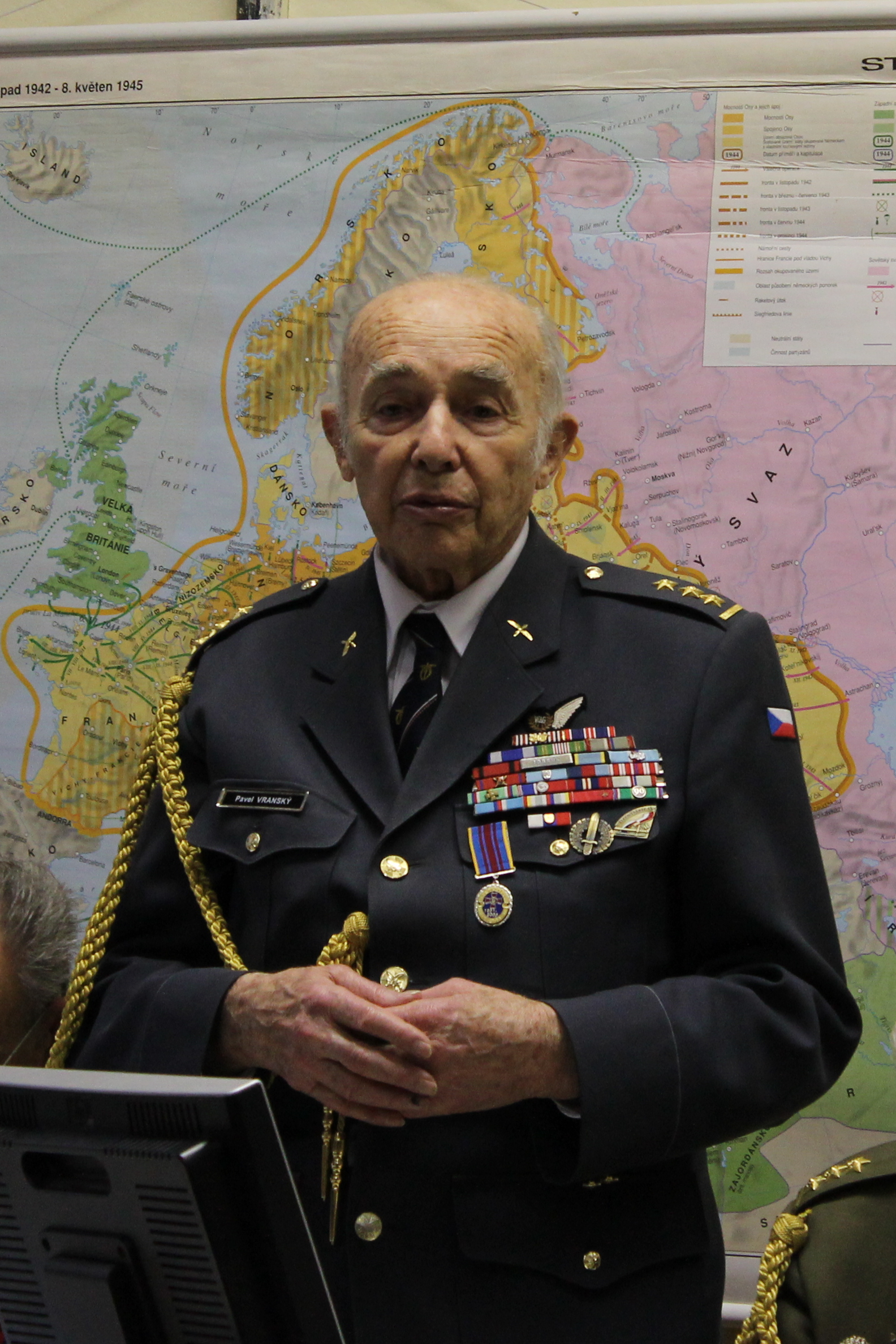
Павел Вранский

- Альфаро, Сиомара (88) — кубинская певица[63].
- Артези, Бенито (79) — итальянский киноактёр[источник не указан 2596 дней]
- Бёмер, Харальд фон (75) — немецкий, швейцарский и американский иммунолог[64].
- Валов, Владимир Аркадьевич (84) — советский и российский организатор производства, директор Омутнинского химического завода (1968—1996), Герой Социалистического Труда (1985)[65].
- Вранский, Павел (97) — чешский бригадный генерал, радиооператор Королевских ВВС[66].
- Иванов, Эдуард Евгеньевич (87) — советский и российский организатор оборонного производства, генеральный директор завода «Ангстрем» и НПО «Научный центр», Герой Социалистического Труда (1986), дважды лауреат Государственной премии СССР[67].
- Камерон, Джордж (70) — американский музыкант (The Left Banke)[68]..
- Огородников, Сергей Сергеевич (32) — российский хоккеист, выступавший за ряд ведущих клубов КХЛ, чемпион мира среди юниоров (2004)[69].
- Сааде, Жак (81) — французский бизнесмен, основатель CMA CGM[70].
- Софонпанич, Чартсири (85) — таиландский банкир, президент Bangkok Bank (с 1999 года)[71].
- Тедольди, Адриано (66) — итальянский футболист[72].
- Эзрохи, Зоя Евсеевна (71) — советская и российская поэтесса[73].

## 23 июня

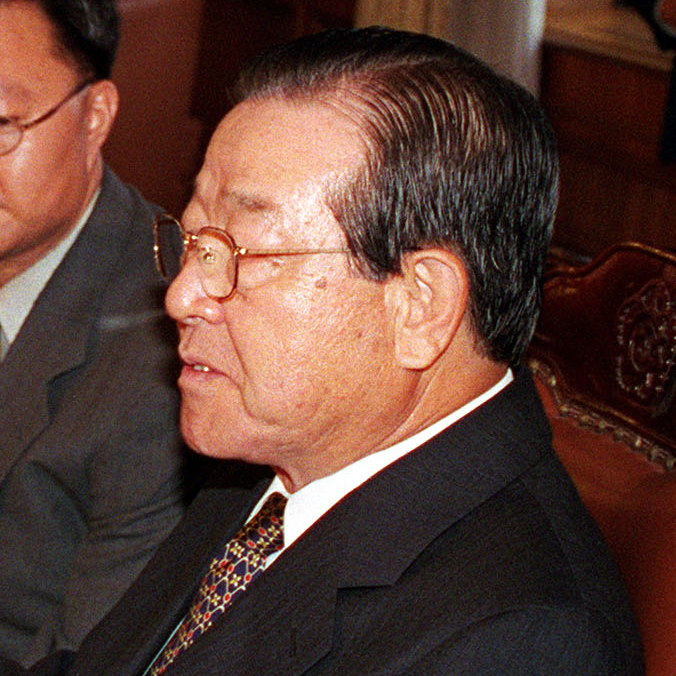
Ким Джон Пхиль

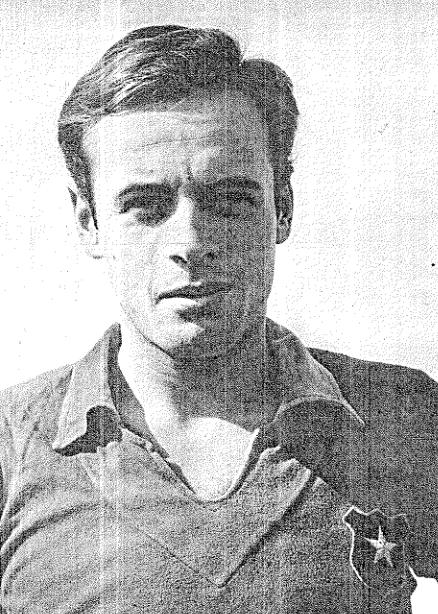
Альберто Фуйу

- Бар, Роланд (53) — немецкий гребец академического стиля, серебряный призёр летних Олимпийских игр в Атланте (1996) и бронзовый призёр летних Олимпийских игр в Барселоне (1992)[74].
- Ветере, Коро (83) — новозеландский политический деятель, министр труда и министр по делам народа маори[75].
- Джамалов, Явер Талыб оглы (68) — азербайджанский государственный деятель, министр оборонной промышленности Азербайджана (с 2006)[76].
- Дэви, Суйатха (72) — индийская поэтесса[77].
- Ким Джон Пхиль (92) — государственный и политический деятель Республики Корея, премьер-министр (1971—1975, 1998—2000)[78].
- Корчмарь, Валерий (60) — молдавский фотожурналист и фотохудожник, личный фотограф президента Молдавии Игоря Додона; несчастный случай (тело найдено в этот день)[79].
- Моцпан, Дмитрий Георгиевич (78) — молдавский государственный деятель, председатель парламента Молдавии (1997—1998)[80].
- Николаев, Георгий Николаевич (86) — советский художник по текстилю, один из первых оформителей тканей Чебоксарского хлопчатобумажного комбината [?].
- Ривас, Виолета (80) — аргентинская певица и актриса[81].
- Спадафора, Рональд (63) — американский пожарный, начальник отдела пожарной безопасности Пожарного департамента Нью-Йорка[82].
- Фуйу, Альберто (77) — чилийский футболист, полузащитник, бронзовый призёр чемпионата мира по футболу в Чили (1962)[83].
- Холл, Дональд (89) — американский поэт, поэт-лауреат США (2006)[84].

## 22 июня

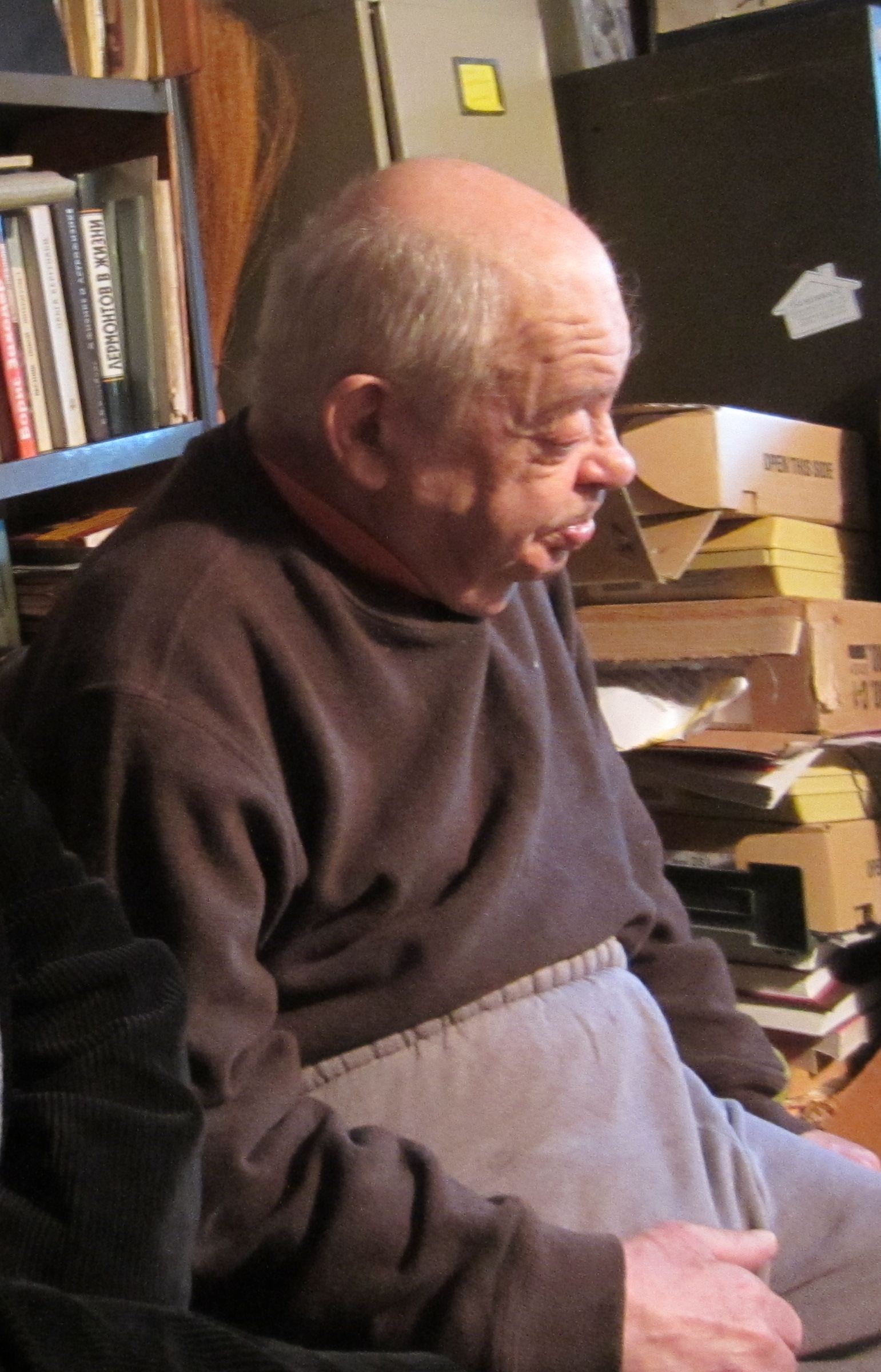
Наум Коржавин

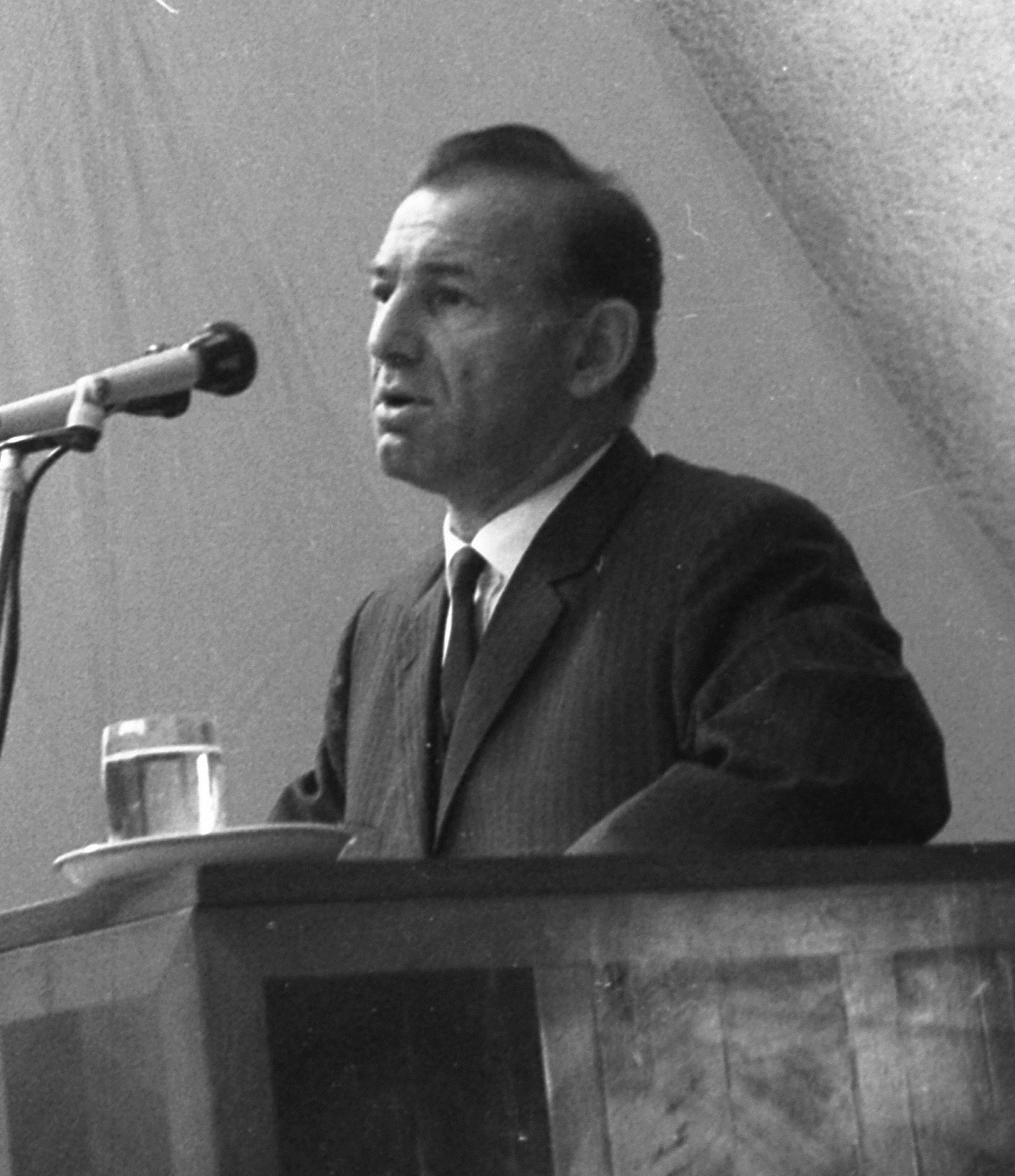
Режё Ньерш

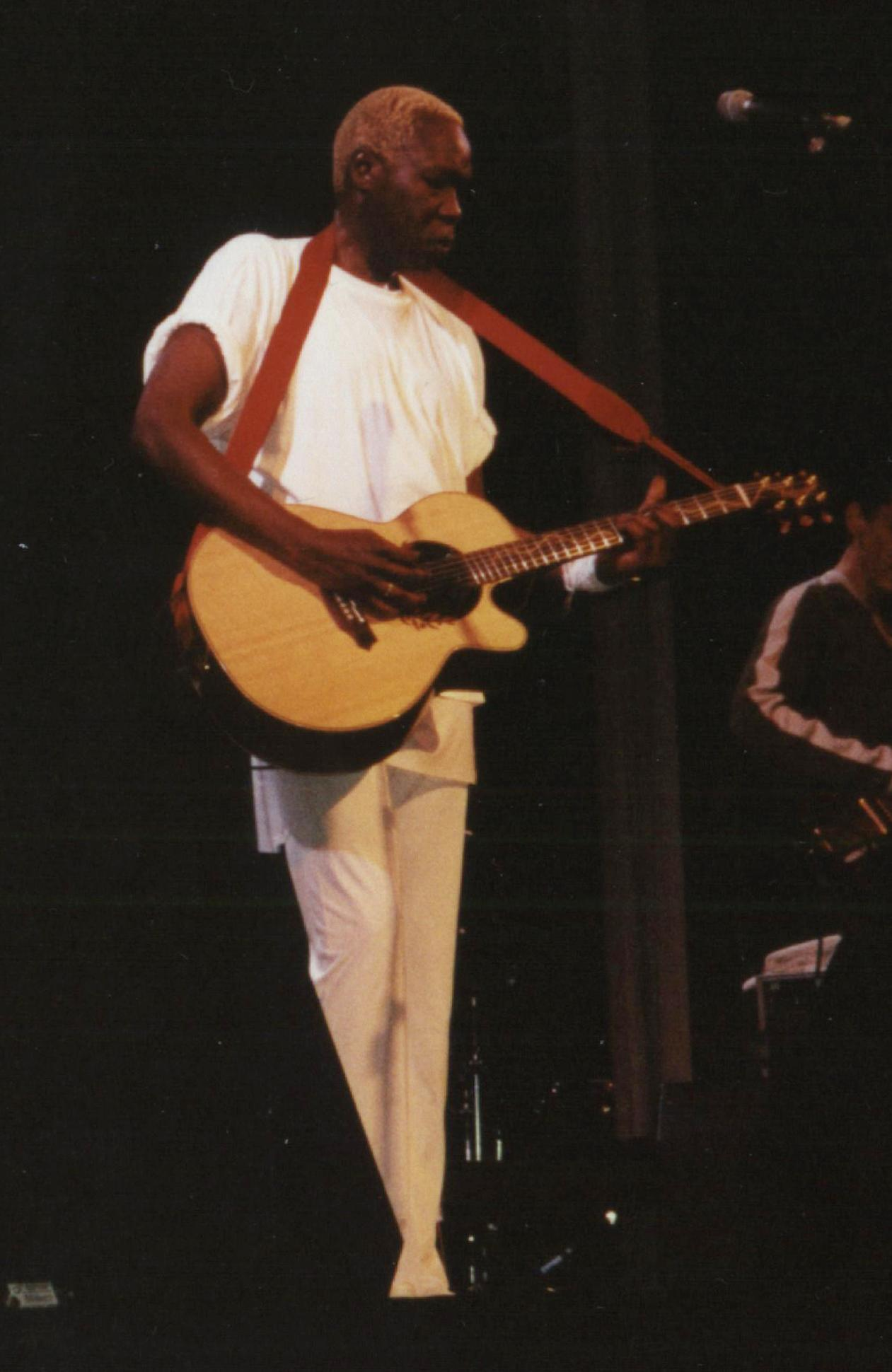
Джеффри Ориема

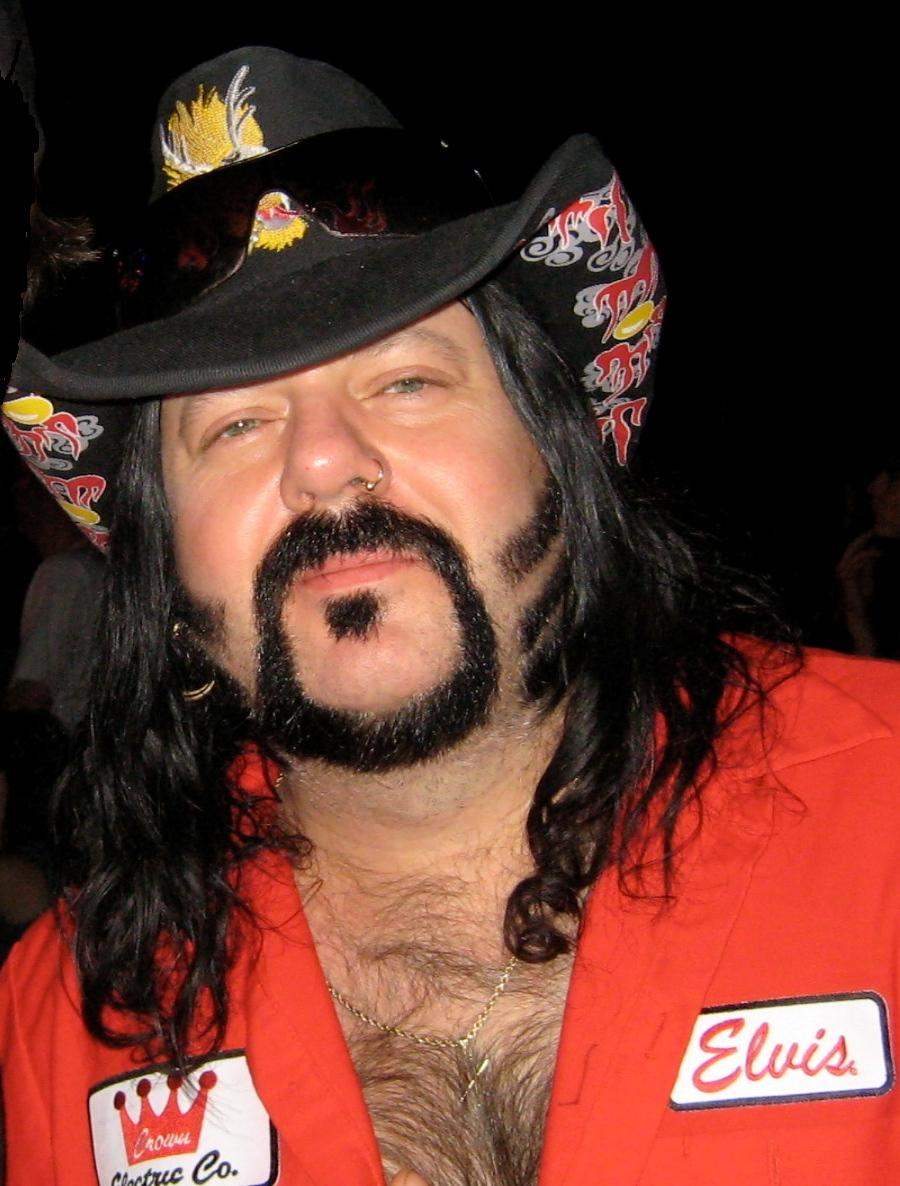
Винни Пол

- Ашкелович, Халина (71) — польская волейболистка, бронзовый призёр летних Олимпийских игр в Мехико (1968)[85].
- Ефанов, Аркадий Петрович (65) — советский и российский моряк-подводник, Герой Российской Федерации (1994)[86].
- Коржавин, Наум Моисеевич (92) — русский поэт, прозаик и переводчик, драматург[87].
- Кшижановская, Ольга[пол.] (88) — участница антинацистского Сопротивления в Польше, польский государственный деятель[88].
- Ланд, Дианна (81) — американская актриса.
- Малинин, Владимир Алексеевич (68) — советский футболист (нападающий) и тренер («Волга» Тверь)[89].
- Мартиросян, Степан Михайлович (87) — советский и армянский оператор-постановщик[90].
- Ньерш, Режё (95) — венгерский государственный деятель, министр финансов Венгрии (1960—1962), председатель Венгерской социалистической рабочей партии (1989) и Венгерской социалистической партии (1989—1990)[91].
- Ориема, Джеффри (65) — угандийский музыкант, певец[92].
- Пирес, Валдир (91) — бразильский государственный деятель, министр социального обеспечения (1985—1986), министр обороны (2006—2007), губернатор штата Баия (1987—1989)[93].
- Винни Пол (54) — американский музыкант и продюсер[94].
- Саттаман, Сангдао (73) — таиландский поэт[95].
- Сильвестров, Николай Ростиславович (71) — советский и российский дирижёр, главный дирижёр Иркутского областного музыкального театра имени В. Н. Загурского (с 1990)[96].
- Шелкоусов, Иван Никитович (93) — советский и российский передовик сельского хозяйства, комбайнёр, Герой Социалистического Труда (1957), участник Великой Отечественной войны[97].

## 21 июня

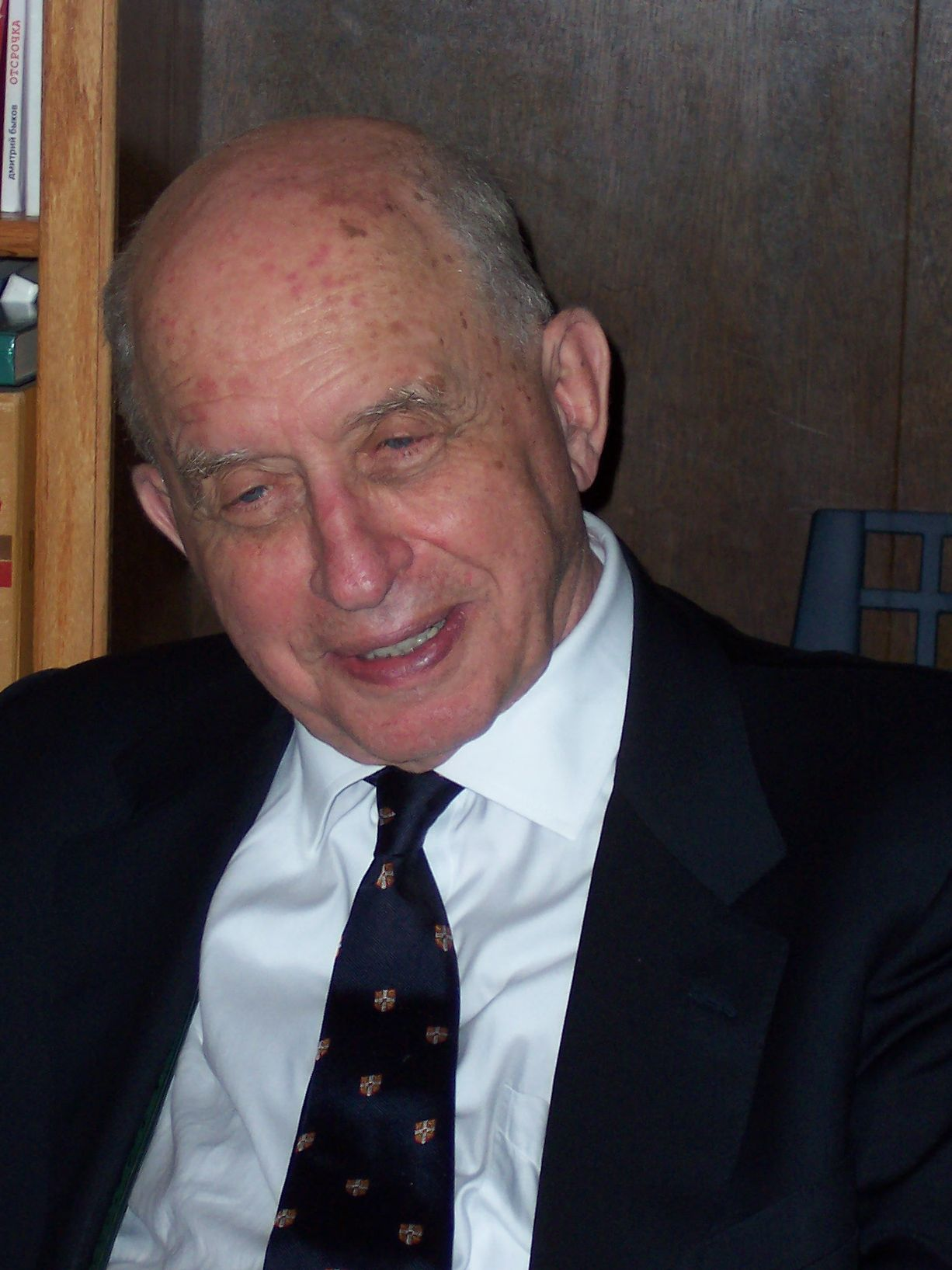
Григорий Баренблатт

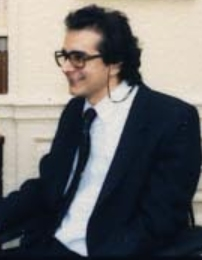
Чарльз Краутхаммер

- Баренблатт, Григорий Исаакович (90) — советский и российский учёный в области механики, доктор физико-математических наук, профессор, иностранный член Лондонского королевского общества и Национальной академии наук США[98].
- Бернардини, Карло (88) — итальянский политик, депутат Сената Италии от Коммунистической партии[99].
- Иаков (Пилилис) (90) — епископ Константинопольской православной церкви, епископ Катанский (с 1967 года)[100].
- Климчак, Богдан Станиславович (80) — советский диссидент и политзаключенный[101].
- Краутхаммер, Чарльз (68) — американский журналист, газетный обозреватель и комментатор, лауреат Пулитцеровской премии (1986)[102].
- Леонов, Иван Антонович (95) — советский военный лётчик, участник Великой Отечественной войны, Герой Российской Федерации (1995)[103].
- Масов, Рахим Масович (78) — советский и таджикский учёный, академик АН Таджикистана, директор Института истории, археологии и этнографии имени Ахмади Дониша АН Таджикистана (1988—2015)[104].
- Меродио Пескера, Армандо (82) — испанский футболист[105].
- Нестореску, Вирджил (89) — румынский шахматный композитор; международный мастер (1980), гроссмейстер (2001) по шахматной композиции[106].
- Новикова, Мария Ефимовна (82) — советский передовик производства, шлифовщица завода «Ростсельмаш», Герой Социалистического Труда (1974)[107].
- Хаббард, Джонни (87) — южноафриканский футболист[108].
- Эль Глауи, Хасан (93) — марокканский художник[109].

## 20 июня

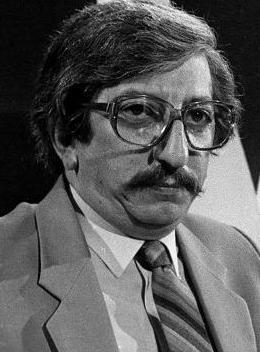
Данте Капуто

- Ахмад Юсуфи, Муштак (94) — пакистанский писатель-сатирик[110].
- Гилпин, Роберт (87) — американский экономист и политолог[111].
- Каняди, Шандор (89) — венгерский поэт и переводчик[112].
- Капуто, Данте (74) — аргентинский государственный деятель, министр иностранных дел Аргентины (1983—1989)[113].
- Липкович, Эдуард Иосифович (82) — советский и российский учёный в области автоматизации и механизации сельскохозяйственного производства, академик РАСХН (1997—2013), академик РАН (2013)[114].
- Морган, Кэрролл (70) — канадский боксёр, представитель тяжёлой весовой категории[115].
- Погода, Владислав (97) — польский фольклорный скрипач и певец[116].
- Шапхаев, Сергей Герасимович (70) — российский эколог, участник движения в защиту озера Байкал, народный депутат СССР, член Верховного Совета СССР[117].

## 19 июня

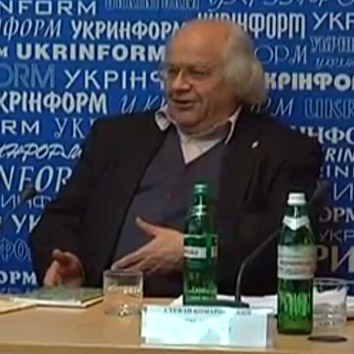
Иван Драч

- Альсидес, Рафаэль (85) — кубинский поэт[118].
- Ароян, Юрий Манукович (67) — советский, грузинский и российский актёр театра и кино[119].
- Вахтангов, Евгений Сергеевич (75) — советский и российский художник, академик РАХ (2012), внук Евгения Вахтангова[120].
- Гаршина, Анастасия Васильевна (93) — советская и российская актриса Новосибирского молодёжного театра «Глобус» и кино, народная артистка РСФСР (1978)[121].
- Гонелла, Серджо (85) — итальянский футбольный арбитр[122].
- Данько, Владимир Антонович (76) — белорусский государственный деятель, министр внутренних дел Республики Беларусь (1994), ректор Академии МВД Республики Беларусь (1995—1999)[123].
- Драч, Иван Фёдорович (81) — украинский писатель, народный депутат Украины (1990—1994, 1998—2000, 2002—2006), Герой Украины (2006)[124].
- Елизавета Датская (83) — датская принцесса[125].
- Хозяйчев, Валерий Михайлович (72) — советский и российский артист оперетты, артист Хабаровского краевого музыкального театра (с 1965), народный артист Российской Федерации (1997)[126].

## 18 июня

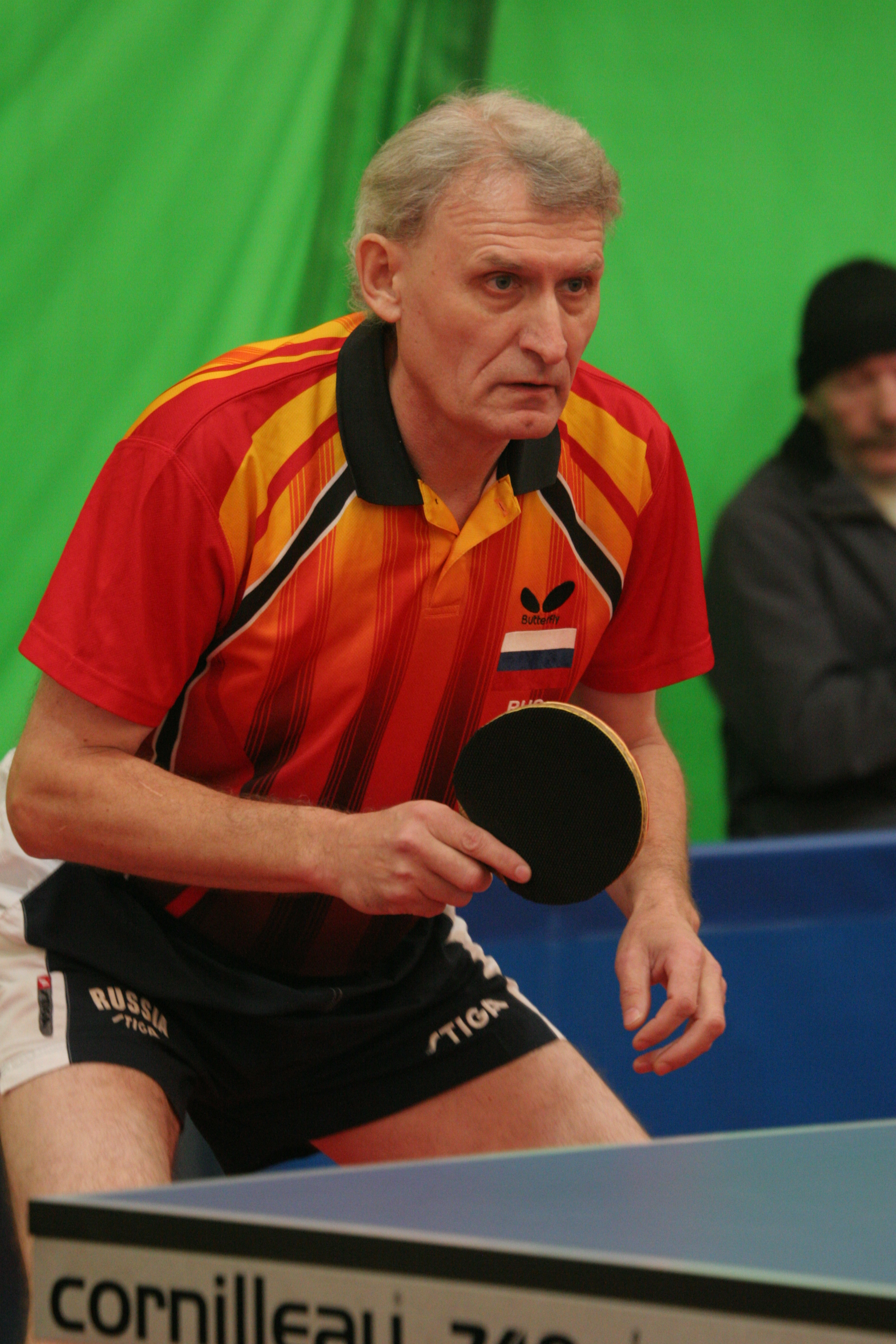
Владимир Барашкин

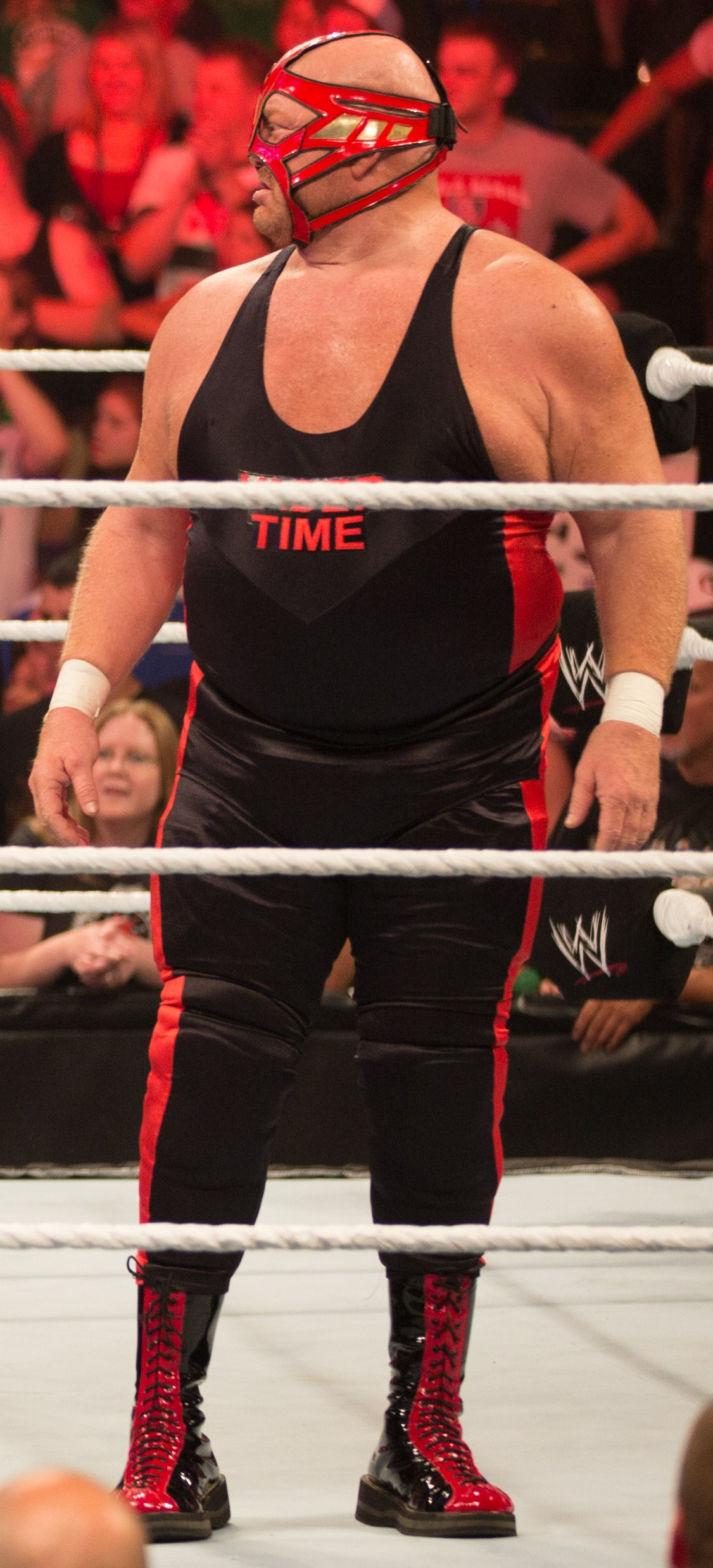
Биг Ван Вейдер

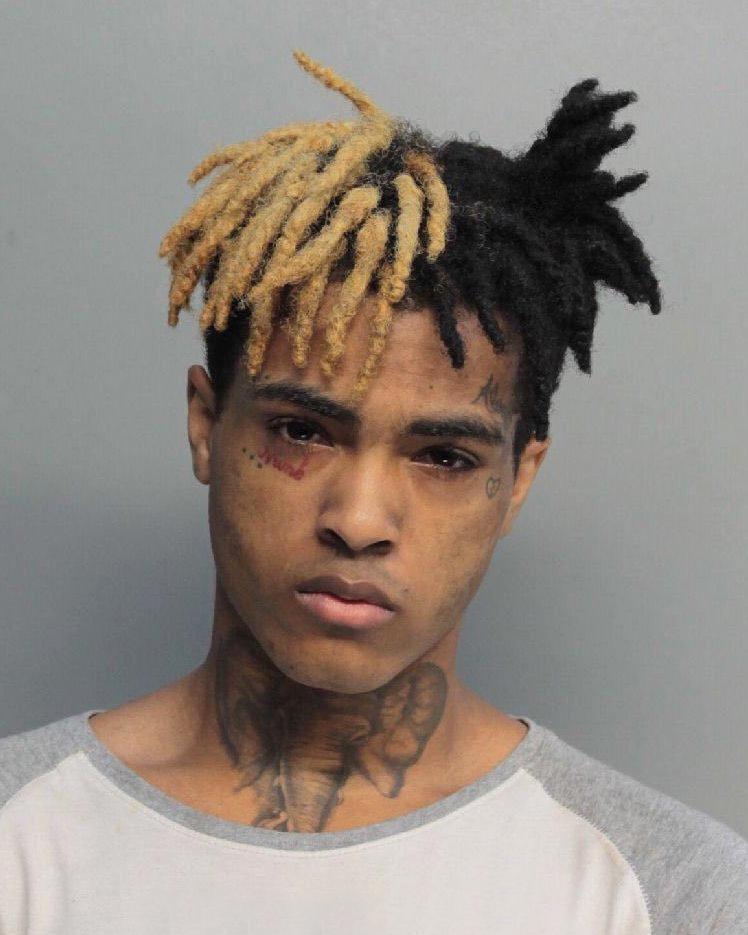
XXXTentacion

- Бар, Уолтер (91) — американский футболист, полузащитник, участник ЧМ (1950)[127].
- Барашкин, Владимир Михайлович (66) — советский и российский спортсмен, игрок в настольный теннис, бронзовый призёр Сурдлимпиады 1997 года в Копенгагене[128].
- Биг Ван Вейдер (63) — американский рестлер, выступавший в WWE[129].
- Васенин, Иван Петрович (94) — советский и российский военный летчик, участник Великой Отечественной войны, генерал-майор авиации[130].
- Гратциг, Пауль (82) — немецкий писатель[131].
- Искандерова, Ольга Дмитриевна (75) — российский хореограф, педагог-репетитор балетной труппы Мариинского театра оперы и балета (с 1998), заслуженная артистка РСФСР (1983); ДТП[132].
- Павленко, Виктор Васильевич (86) — советский и российский актёр театра и кино, артист Ташкентского академического русского театра драмы (1971—1993) и Омского драматического театра (с 1993), народный артист Узбекской ССР (1985)[133].
- Павлухин, Геннадий Николаевич (79) — советский и российский тренер по велоспорту, тренер Олимпийской сборной СССР, заслуженный тренер СССР (1971), заслуженный работник физической культуры РСФСР (1991)[134].
- Политис, Костас (76) — тренер сборной Греции по баскетболу[135].
- Рожков, Михаил Федотович (99) — советский и российский балалаечник, народный артист Российской Федерации (1994), участник Великой Отечественной войны[136].
- Ром, Мария (72) — австрийская актриса[137].
- Самойленко, Виктор Васильевич (71) — российский дипломат, Чрезвычайный и Полномочный Посол Российской Федерации в Камбодже (1999—2004) и Монголии (2009—2013)[138].
- Сончини, Антонио (80) — итальянский футболист[139].
- Шахам, Натан (93) — израильский писатель, лауреат литературной премии имени Бялика (1988) и Премии Израиля (2012), сын Элиазера Штейнмана[140].
- Jimmy Wopo (21) — американский рэпер; убит[141].
- XXXTentacion (20) — американский рэпер; убит[142].

## 17 июня

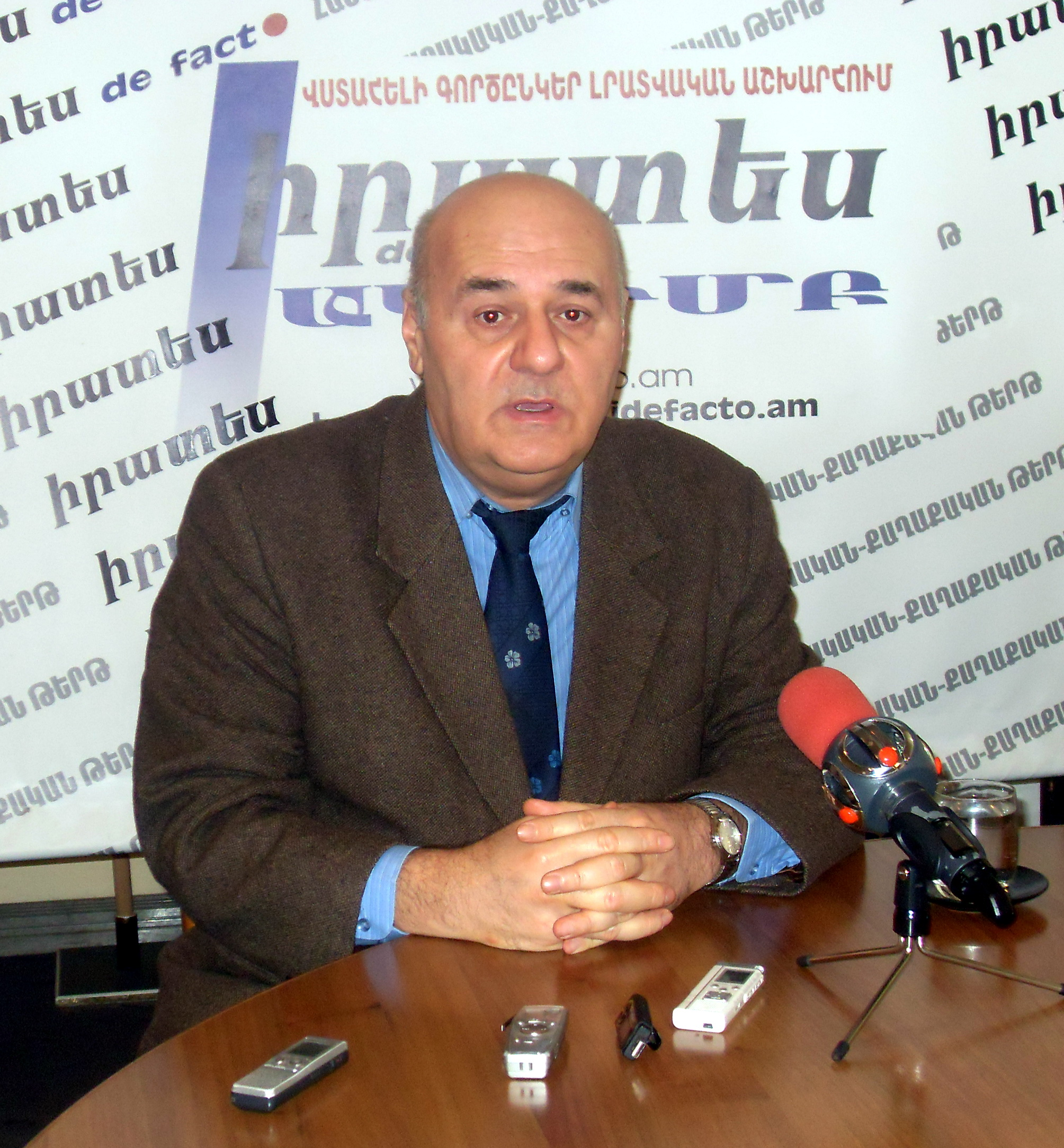
Игорь Мурадян

- Афанасьев, Алина (87) — польская театральная и телевизионная сценаристка и сценограф, художница и писательница, сестра актёра Рышарда Рончевского[143].
- Качур, Вадим Николаевич (77) — советский гребец на байдарке, Заслуженный тренер СССР по гребле на байдарках и каноэ[144].
- Кульмова, Иоанна (90) — польская поэтесса[145].
- Курляндский, Борис Аронович (89) — советский и российский токсиколог, член-корреспондент РАМН (2004—2014), член-корреспондент РАН (2014)[146].
- Мурадян, Игорь Маратович (61) — армянский политик, основатель и лидер комитета «Карабах»[147].
- Паррис, Ребекка (66) — американская певица[148].
- Ричи, Дональд (74) — шотландский сверхмарафонец, первый чемпион мира в суточном беге (1990) и многократный мировой рекордсмен на дистанциях от 50 километров до 24 часов[149].
- Степанов, Андрей Иванович (88) — советский и российский дипломат, ректор МГИМО (1990—1992), Чрезвычайный и Полномочный Посол Российской Федерации в Швейцарии (1992—1999)[150].

## 16 июня

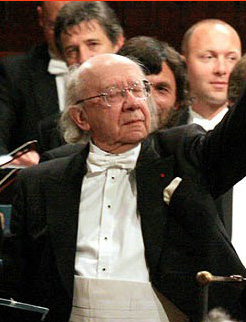
Геннадий Рождественский

- Аутери, Клара (100) — итальянская сицилийская актриса театра и кино[151][неавторитетный источник].
- Брегман, Мартин (92) — американский кинопродюсер[152].
- Вранова, Габриэла (78) — чешская актриса, мать режиссёра Ондржея Кепки[153].
- Журавлёв, Александр Владимирович (71) — советский футболист, Уралмаш (1970—1976)[154].
- Ионов, Олег Александрович (82) — советский и казахстанский фотожурналист[155].
- Лайха, Ладислав (85) — словацкий театровед[156].
- Кейтс, Джозеф (97) — канадский инженер[157].
- Мальчевский, Анджей Рышардович (55) — российский предприниматель, меценат, общественный и политический деятель, основатель «Мособлбанка»[158].
- Марьясин, Александр Львович (71) — советский и украинский актёр и музыкант[159].
- На Юн Кин, Александр Владимирович[укр.] (63) — советский и российский баянист, композитор, музыкальный педагог[160].
- Пурцен, Владимир (51) — советский и российский рок-певец, поэт и художник (группа ВИА ВСЕ)[161].
- Родригес Рос, Альваро (Альварито) (82) — испанский футболист[162].
- Рождественский, Геннадий Николаевич (87) — советский и российский дирижёр, пианист, композитор и музыкально-общественный деятель, педагог, профессор Московской консерватории, музыкальный руководитель Московского государственного академического камерного театра им. Б. Покровского, народный артист СССР (1976), Герой Социалистического Труда (1990), полный кавалер ордена «За заслуги перед Отечеством»[163].
- Таббс, Леон (86) — американский боксер и борец смешанных единоборств.
- Филиппова, Любовь Васильевна (74) — советская и российская театральная актриса Вологодского драматического театра (с 1972), заслуженная артистка РСФСР (1982)[164].

## 15 июня

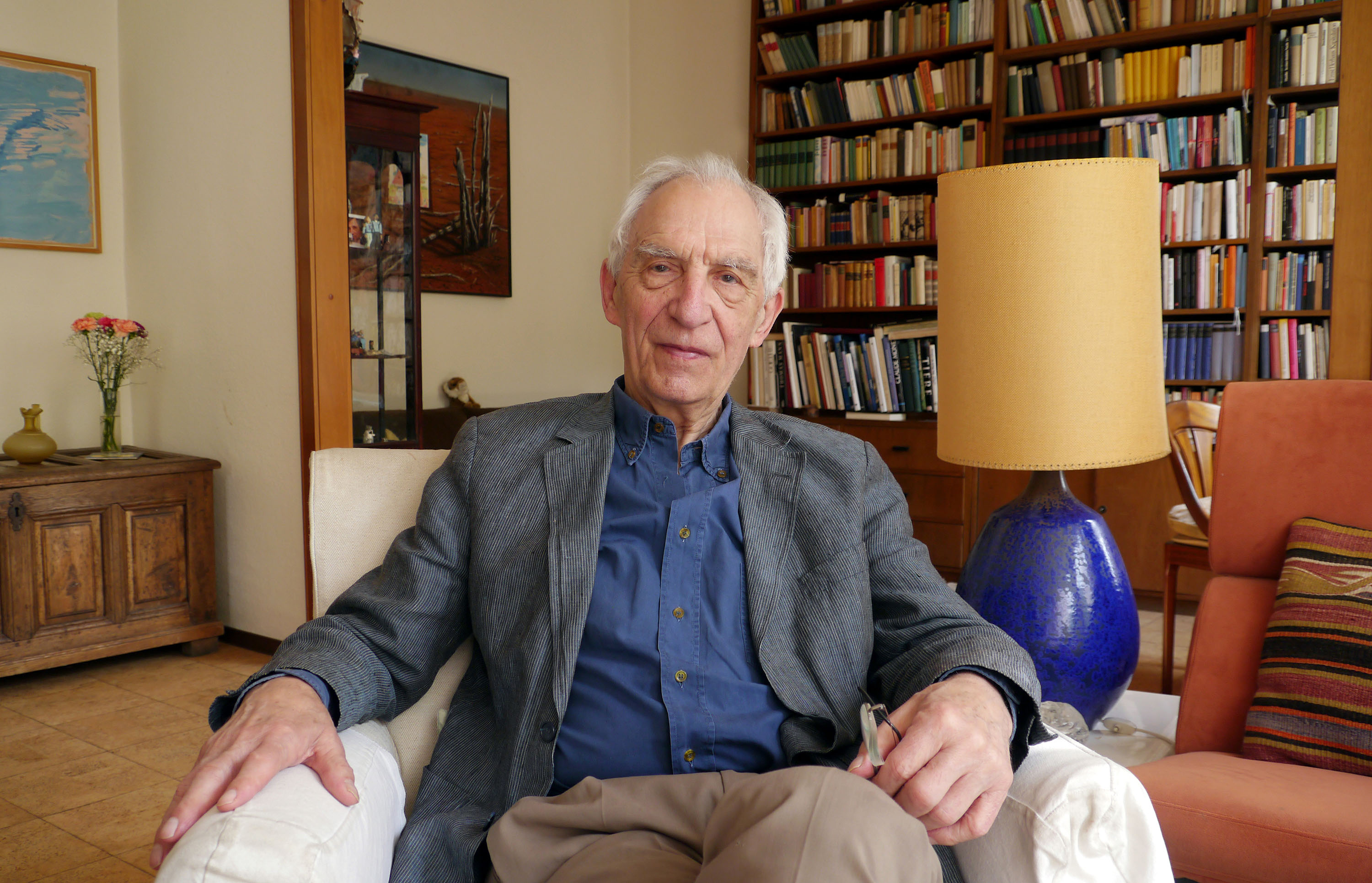
Дитер Веллерсхофф

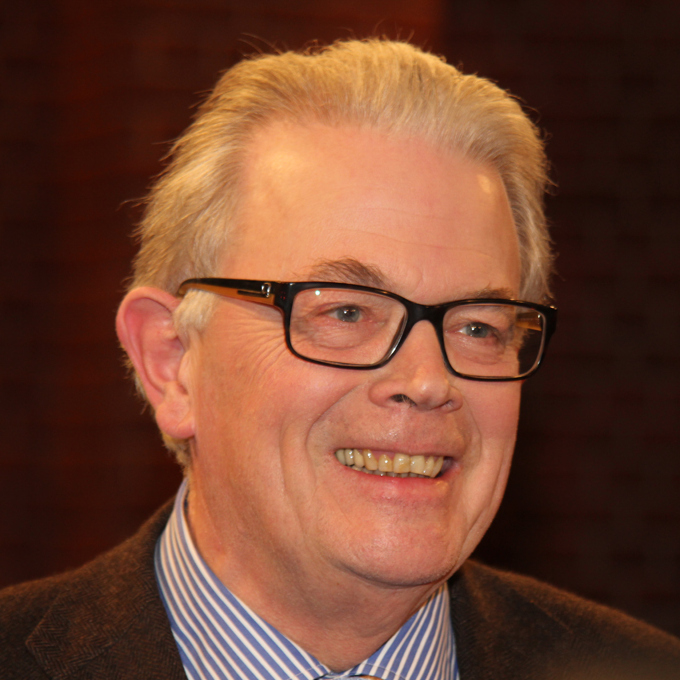
Энох цу Гуттенберг

- Алексеев, Александр Иванович (71) — советский и российский певец, солист Орловской государственной филармонии, заслуженный артист Российской Федерации[165].
- Бланко, Сантос (46) — испанский рок-певец, солист группы Locomia[166].
- Веллерсхофф, Дитер (92) — немецкий писатель[167].
- Вильяльба, Дарио (79) — испанский художник[168].
- Гриценко, Николай Николаевич (89) — советский и российский экономист, доктор экономических наук, заслуженный деятель науки Российской Федерации (1996), ректор (1986—2005) и президент (с 2005) АТиСО[169].
- Грэнтхем, Лесли (71) — британский актёр[170]
- Цу Гуттенберг, Энох (71) — немецкий дирижёр[171].
- Кеннегем, Рауль Ван (90) — бельгийский историк, лауреат премии Франки (1974)[172].
- Марко, Рита (98) — албанский политический деятель, председатель Народного собрания Албании (1956—1958)[173] Архивная копия от 22 июня 2018 на Wayback Machine.
- Мерфи, Мэтт (88) — американский гитарист (The Blues Brothers)[174].
- Нокс, Ник (60) — американский барабанщик (The Cramps)[175].

## 14 июня

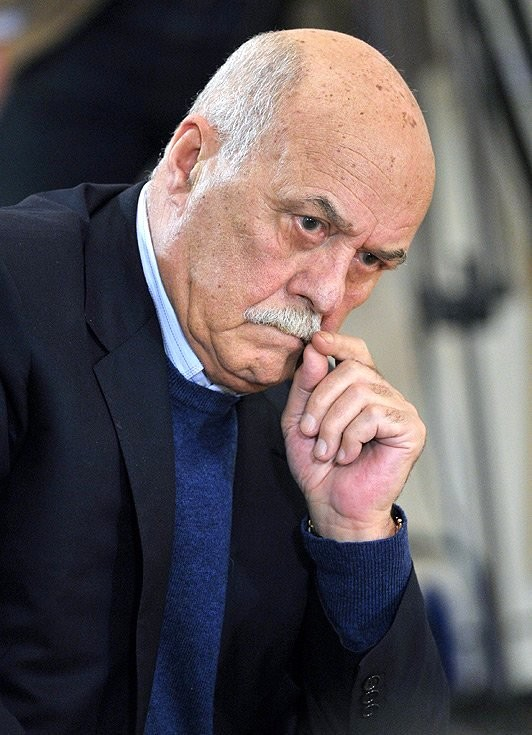
Станислав Говорухин

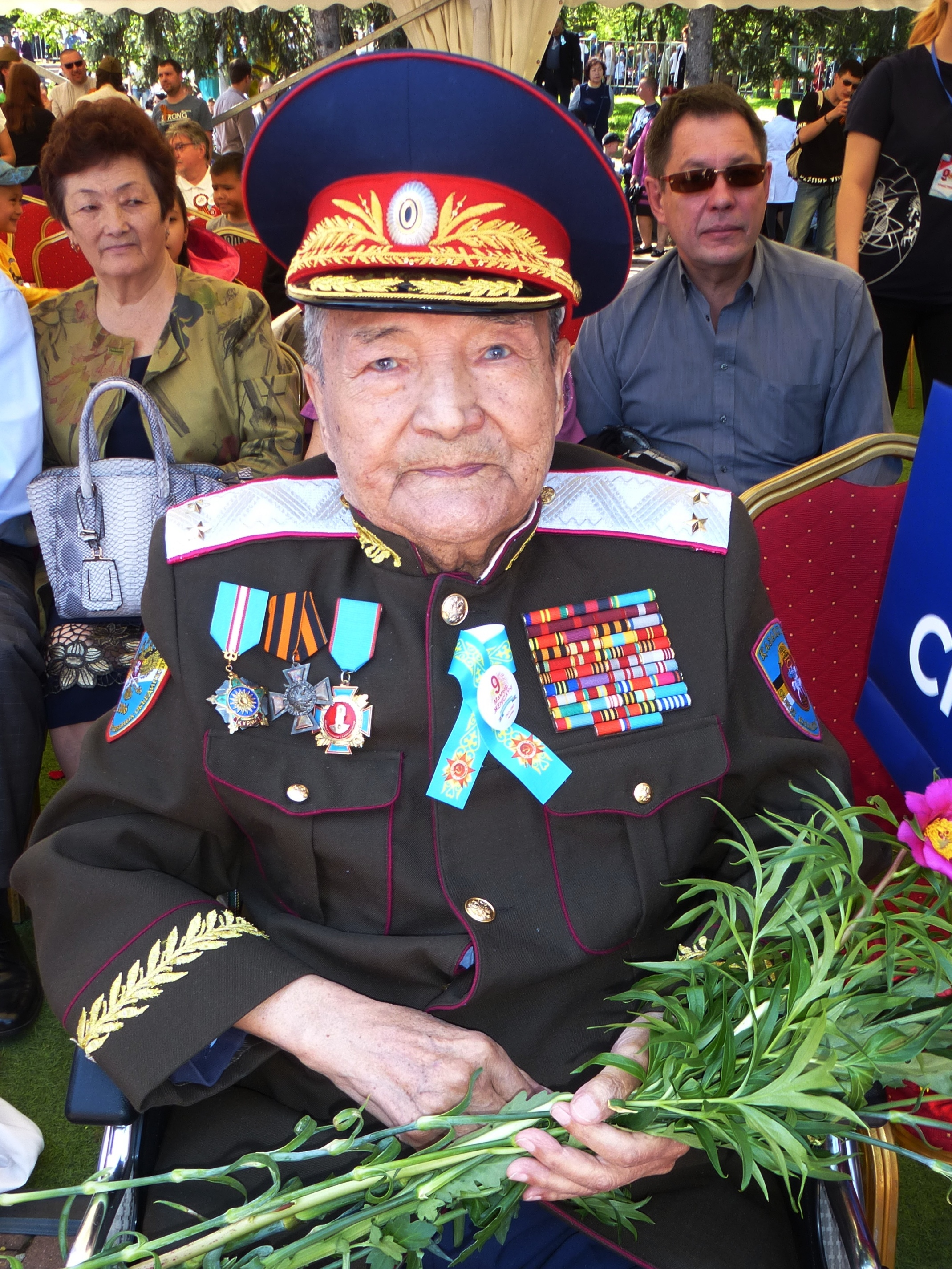
Габбас Жуматов

- Арчибальд Джордж Монтгомери, 18-й граф Эглинтон, 6-й граф Уинтон — британский аристократ, граф Эглинтон (с 1966 года)[176].
- Бибишев, Вячеслав Леонардович (54) — российский художник-карикатурист[177].
- Василати, Ольга Васильевна (?) — молдавская балерина и хореограф, заслуженная артистка Республики Молдова[178].
- Говорухин, Станислав Сергеевич (82) — советский и российский кинорежиссёр, сценарист, продюсер, политический и общественный деятель, народный артист Российской Федерации (2006)[179].
- Жуматов, Габбас Жуматович (99) — советский и казахстанский педагог, общественный деятель, участник обороны Брестской крепости, участник Парада на Красной площади 7 ноября 1941 года, младший брат вирусолога-эпидемиолога Хамзы Жуматова[180].
- Любин, Василий Прокофьевич (100) — советский и российский археолог, сотрудник Института истории и материальной культуры РАН[181].
- Мадан, Георгий Константинович (79) — молдавский писатель, Om Emerit, депутат парламента Республики Молдова[178].
- Никольский, Евгений Евгеньевич (71) — советский и российский физиолог, академик РАН (2011), заслуженный деятель науки Российской Федерации[182].
- Ромоли, Этторе (80) — итальянский политик, депутат Сената и парламента Италии[183].

## 13 июня

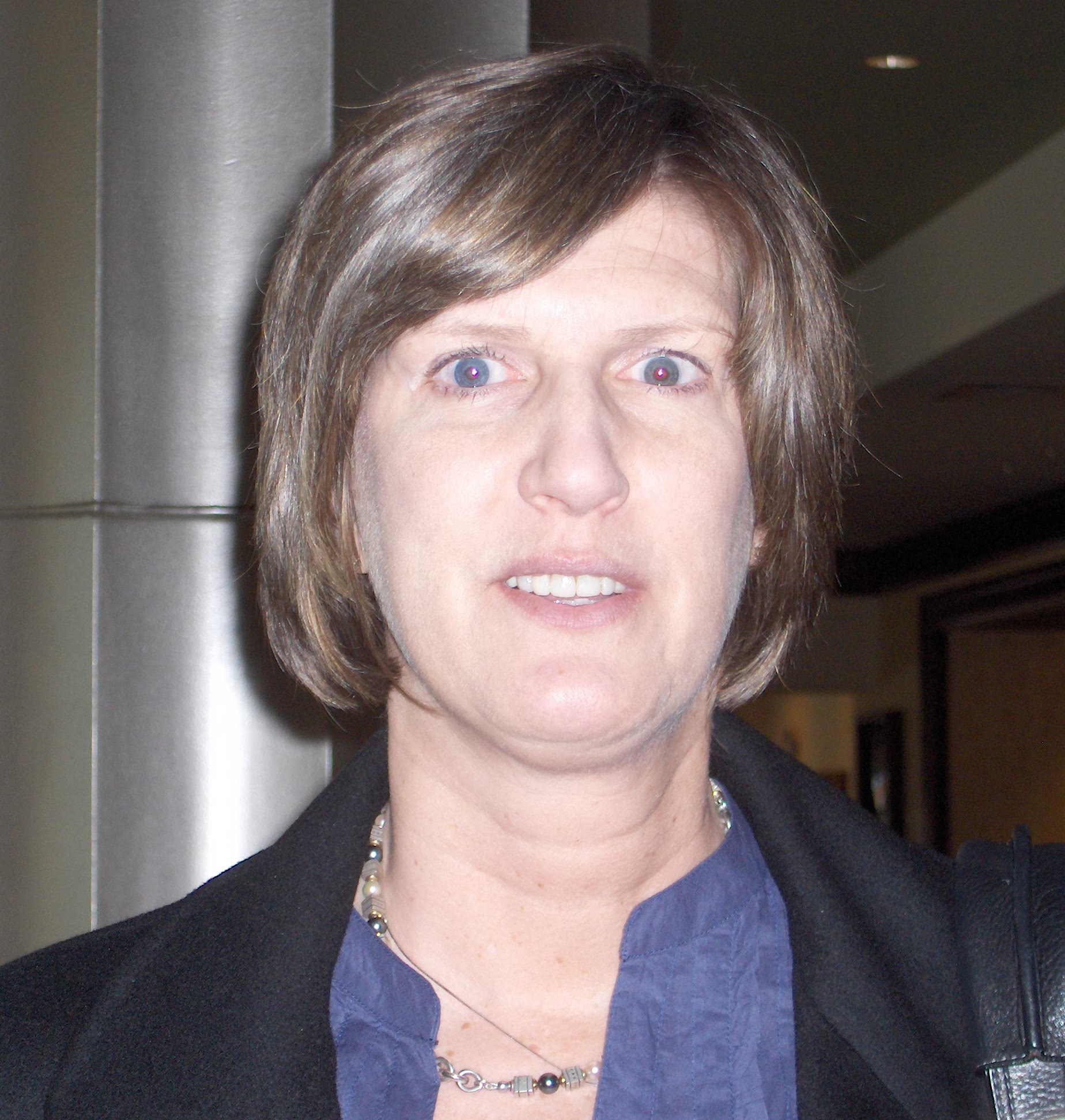
Энн Донован

Евгений Копышев

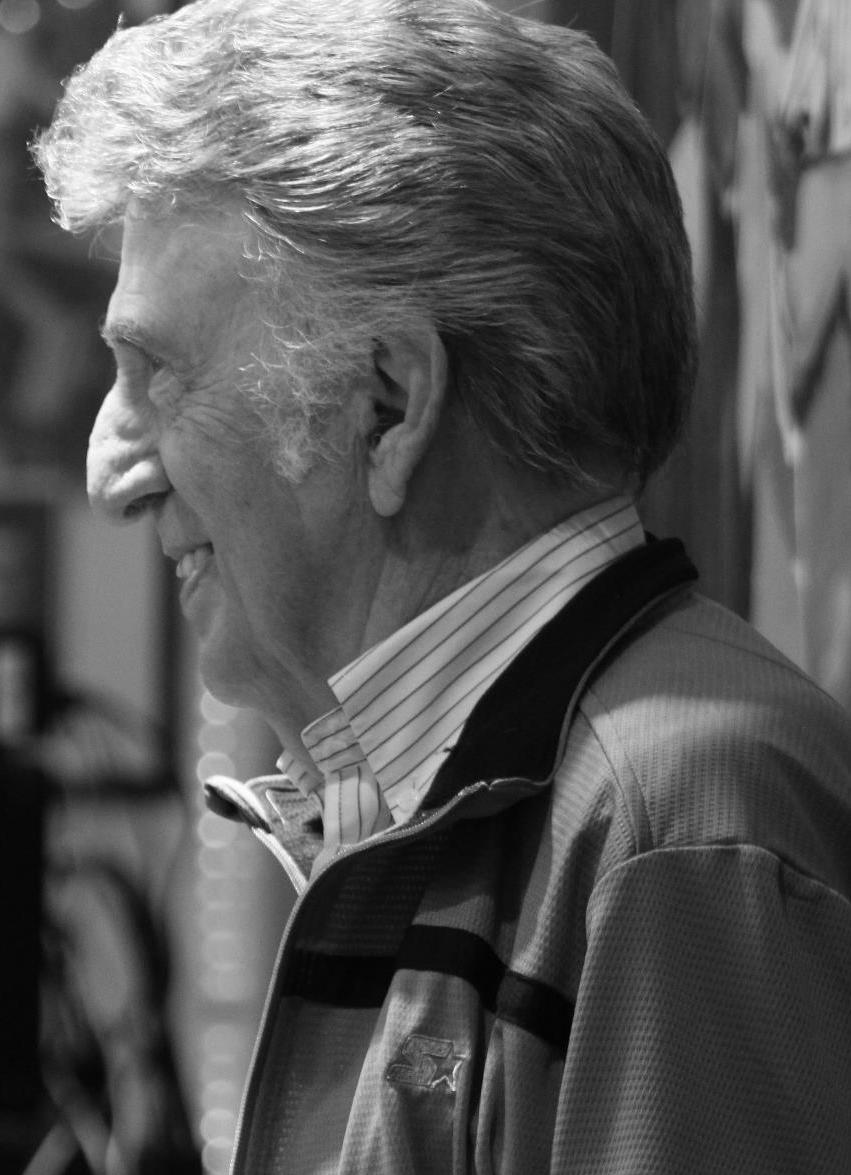
Доминик Фонтана

- Абленин, Фёдор Михайлович (65) — советский и российский художник-дизайнер[184].
- Винчи, Чарлз (85) — американский тяжелоатлет, двукратный чемпион летних Олимпийских игр: в Мельбурне (1956) и в Риме (1960)[185].
- Донован, Энн (56) — американская профессиональная баскетболистка и баскетбольный тренер, двукратная чемпионка летних Олимпийских игр: в Лос-Анджелесе (1984) и Сеуле (1988)[186].
- Залуцкий, Иосиф Викторович (67) — белорусский врач-онколог, профессор, академик НАН Беларуси, директор РНПЦ онкологии и медицинской радиологии имени Н. Н. Александрова и института физиологии НАН Беларуси[187] Архивная копия от 14 июня 2018 на Wayback Machine.
- Копышев, Евгений Иванович (79) — советский военный и политический деятель, генерал-майор авиации (1990)[188].
- Мехидес, Мигель (68) — кубинский писатель[189].
- Помыткин, Виктор Павлович (70) — советский и российский военный штурман, генерал-майор авиации[190].
- Туманова, Людмила Анатольевна (72) — советская и российская поэтесса и бард[191].
- Турсунов, Анвар-Кори (60) — узбекский религиозный деятель, главный имам-хатиб Ташкента (с 1999)[192].
- Файзулла, Маулана (43 или 44) — пакистанский террорист, лидер организации Техрик-е Талибан Пакистан; убит[193].
- Фонтана, Доминик Джозеф (87) — американский музыкант, барабанщик Элвиса Пресли[194].
- Чернов, Никита Борисович (64) — советский и российский журналист[195].

## 12 июня

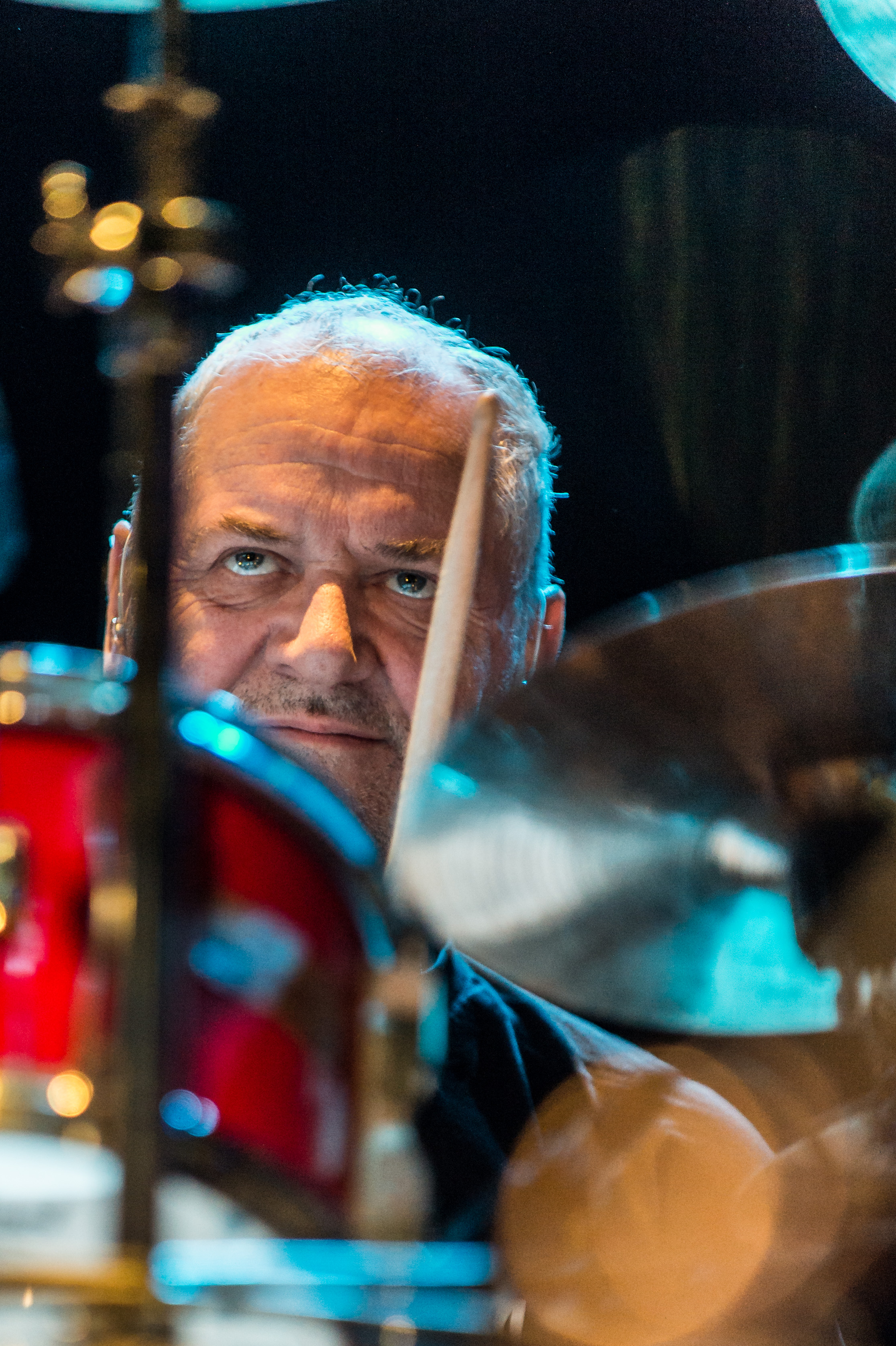
Джон Хайсман

- Багаутдинов, Раис Губайдуллович (92) — советский передовик сельскохозяйственного производства, председатель колхоза им. Салавата Стерлитамакского района БАССР (1962—1989). Герой Социалистического Труда (1966)[196].
- Бранд, Яков Бениаминович (63) — российский кардиохирург и телеведущий, доктор медицинских наук, профессор, руководитель отделения неотложной коронарной хирургии НИИ Склифосовского, заслуженный врач Российской Федерации[197].
- Врбичич, Ренато (47) — хорватский ватерполист, серебряный призёр летних летних Олимпийских игр в Атланте (1996)[198].
- Дунич-Нивиньска, Хелена (102) — польская скрипачка, переводчица и публицист[199].
- Козидрак, Ярослав (63) — польский певец, музыкант и композитор[200].
- Кондер Рейес, Антонио Карлос (94) — бразильский политик и государственный деятель, губернатор штата Санта-Катарина (1975—1979, 1994—1995)[201].
- Лебедев, Евгений Викторович (76) — советский и украинский учёный в области химии высокомолекулярных соединений, академик НАН Украины (2003), заслуженный деятель науки и техники Украины[202].
- Софиан, Фредди (69) — индонезийский художник-абстракционист[203].
- Фаруки, Махваш — пакистанская театральная актриса[204].
- Хайсман, Джон (73) — британский музыкант[205].

## 11 июня

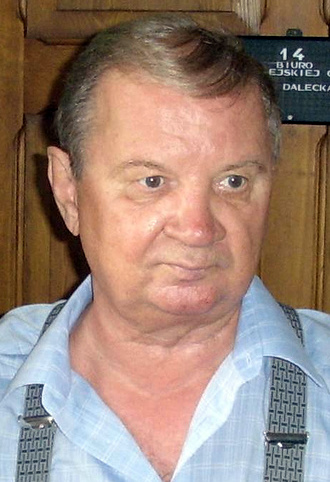
Роман Клосовский

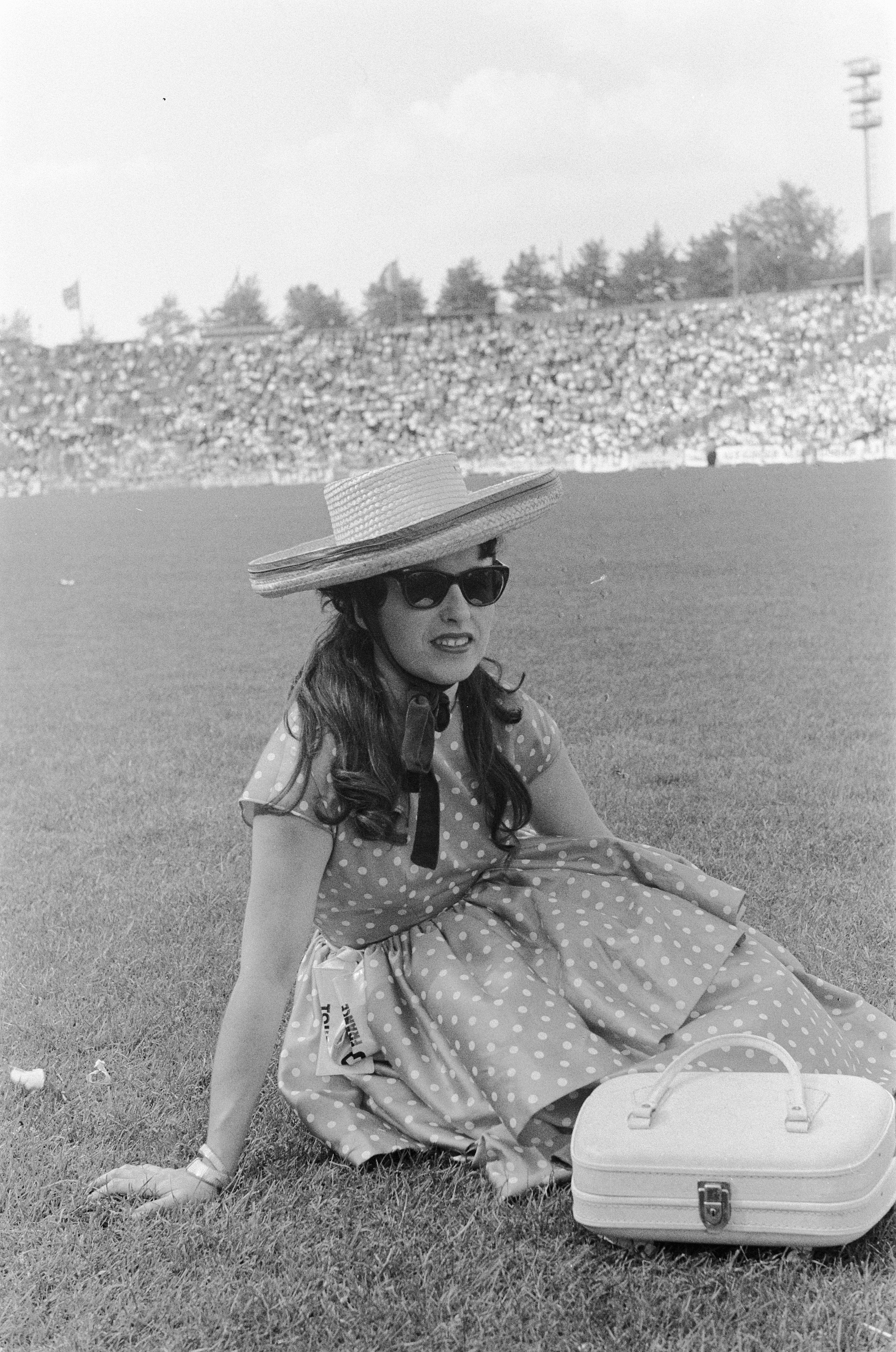
Иветт Орнер

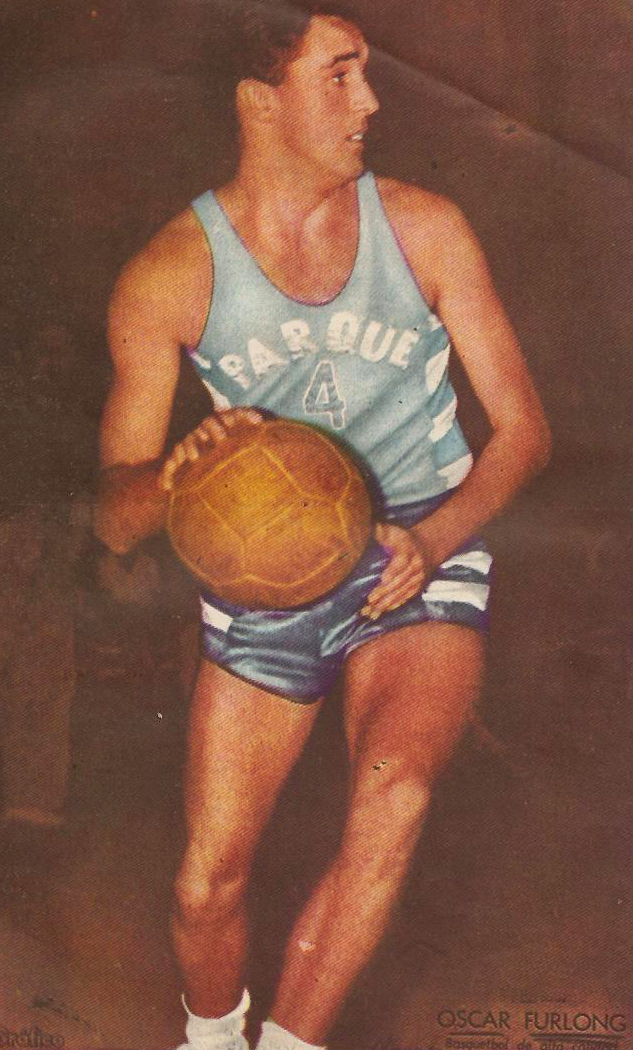
Оскар Фурлонг

- Джайотти, Бональдо (85) — итальянский оперный певец (бас)[206].
- Докери, Уэйн (76) — американский музыкант[207] Архивная копия от 14 июня 2018 на Wayback Machine.
- Калима, Виктория (45) — замбийский государственный деятель, министр по гендерным вопросам (с 2016 года)[208] Архивная копия от 12 июня 2018 на Wayback Machine.
- Кирпа, Андрей Владимирович (56) — советский регбист[209].
- Клосовский, Роман (89) — польский актёр театра и кино[210].
- Мешков, Валерий Алексеевич (70) — советский и российский крымский писатель, литературовед, публицист и учёный-метролог[211].
- Орнер, Иветт (95) — французская пианистка, аккордеонистка и композитор[212].
- Петков, Румен (70) — болгарский режиссёр, лауреат золотой пальмовой ветви Каннского кинофестиваля за короткометражный фильм (1985)[213]
- Фурлонг, Оскар (90) — аргентинский баскетболист, чемпион мира по баскетболу (1950)[214].
- Энафф, Марсель (75) — французский философ, антрополог, культуролог[215].

## 10 июня
- Андерсон, Стэн (85) — английский футболист, полузащитник, выступавший за «Сандерленд» (1952—1963)[216].
- Беннет, Дуглас (79) — американский дипломат и деятель образования, президент Уэслианского университета (1995—2007)[217].
- Иньиго де Артеага-и-Мартин (76) — испанский аристократ, герцог дель Инфантадо (с 1997 года)[218].
- Биеник, Павел (82) — словацкий дирижёр и педагог[219].
- Бойд, Нил (42) — американский оперный певец[220].
- Боровинская, Инна Петровна — советский и российский химик, профессор, доктор химических наук, жена физика Александра Мержанова[221].
- Вайнштейн, Авенир Давыдович (83) — советский и белорусский джазовый музыкант и композитор[222].
- Вензель, Евгений Петрович (70) — советский и российский поэт[223].
- Волков, Сергей Анатольевич (55) — казахстанский журналист и телесценарист, шеф-редактор газеты «Казахстанская правда»[224].
- Диббл, Харольд (66) — американский археолог[225].
- Коттон, Дороти (88) — американская правозащитница[226].
- Потанин, Николай Иванович (80) — советский и российский передовик нефтеперерабатывающего производства, Герой Социалистического Труда (1973)[227].
- Росс, Лилиана (79) — чилийская актриса[228].
- Ротер, Михал (45) — польский футболист и тренер[229].
- Сташеф, Кристофер (74) — американский писатель-фантаст, работавший в жанре фэнтези[230].
- Хуцишвили, Георгий (56) — грузинский эстрадный певец и киноактёр[231].
- Шмидт, Аксель (79) — бразильский яхтсмен, чемпион Панамериканских игр (1959)[232].
- Яннакопулос, Павлос (88) — греческий бизнесмен, совладелец футбольного клуба Панатинаикос (1987—2012), брат Танассиса и Костаса Яннакопулосов, отец Димитриса Яннакопулоса[233].

## 9 июня

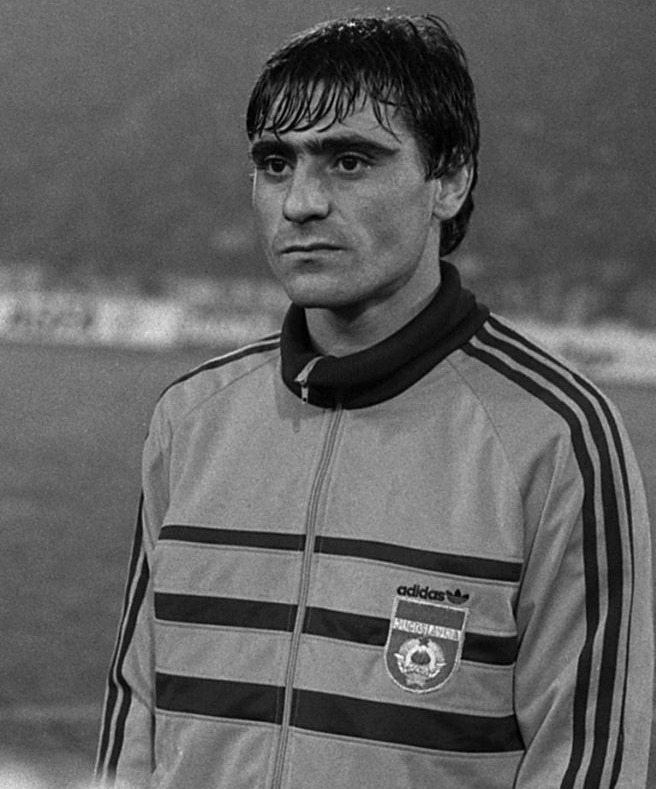
Фадиль Вокри

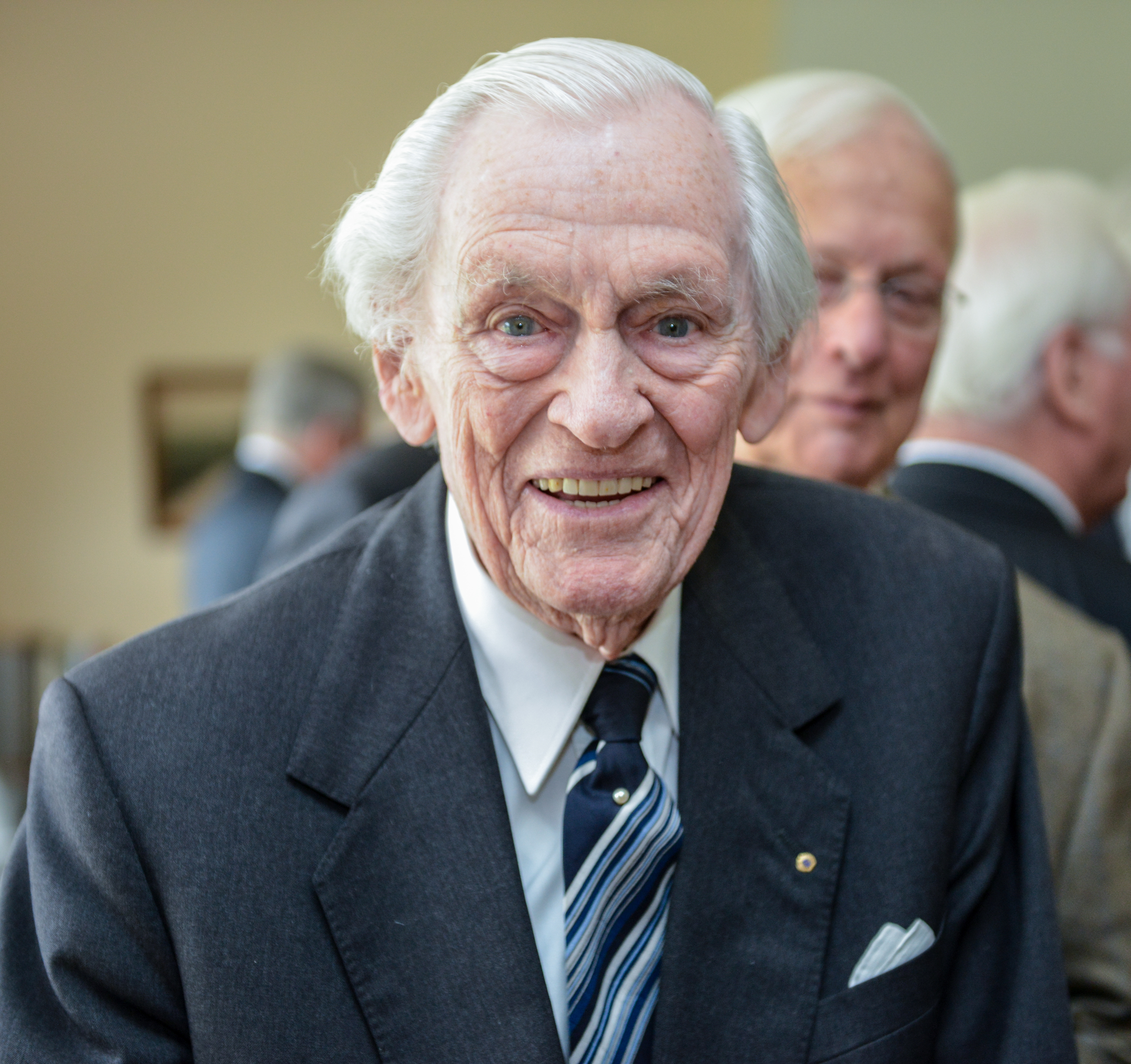
Рейнхард Хардеген

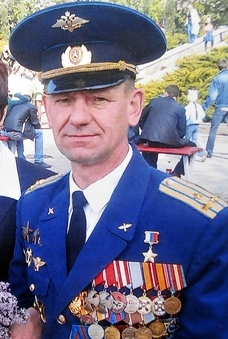
Сергей Чернявский

- Бонно, Франсуаза (78) — французский монтажёр, лауреат премии «Оскар» за лучший монтаж (1970)[234].
- Вокри, Фадиль (57) — югославский футболист, нападающий, игрок национальной сборной Югославии (1984—1987)[235].
- Гейтс, Кроуфорд (96) — американский композитор и дирижёр[236].
- Думбо, Огобара (62) — малийская медицинский исследователь, один из мировых лидеров в области исследований малярии[237].
- Жуматаев, Шакир Бактыбаевич (93) — советский и российский передовик производства, токарь-расточник Южноуральского машиностроительного завода, Герой Социалистического Труда (1971) (о смерти объявлено в этот день)[238].
- Калишер, Клеменс (97) — американский фотожурналист и фотохудожник[239].
- Курлапов, Николай Ильич (88) — советский и российский педагог и вокалист, профессор кафедры сольного пения Уральской государственной консерватории им. М. П. Мусоргского, заслуженный работник культуры РСФСР (1984), участник Великой Отечественной войны[240].
- Малыщицкая, Татьяна Владимировна (57) — российская актриса, заслуженная артистка России, дочь режиссёра Владимира Малыщицкого[241]
- Охлупин, Игорь Леонидович (79) — советский и российский актёр, артист Театра имени Вл. Маяковского (1960—2018), народный артист РСФСР (1988), сын Леонида Охлупина[242].
- Пряхин, Анатолий Дмитриевич (78) — советский и российский историк и археолог, заслуженный деятель науки Российской Федерации (1993)[243].
- Файн, Роберт (72—73) — американский социолог[244].
- Хардеген, Рейнхард (105) — немецкий офицер-подводник и политический деятель, кавалер Рыцарского креста Железного креста (1942)[245].
- Цезински, Кристина (65) — американская оперная певица; авария планера[246].
- Чан Юнчао (65) — китайский кинорежиссёр и киносценарист[247].
- Чернявский, Сергей Иванович (57) — российский военный летчик, полковник ВВС, Герой Российской Федерации (2004)[248].

## 8 июня

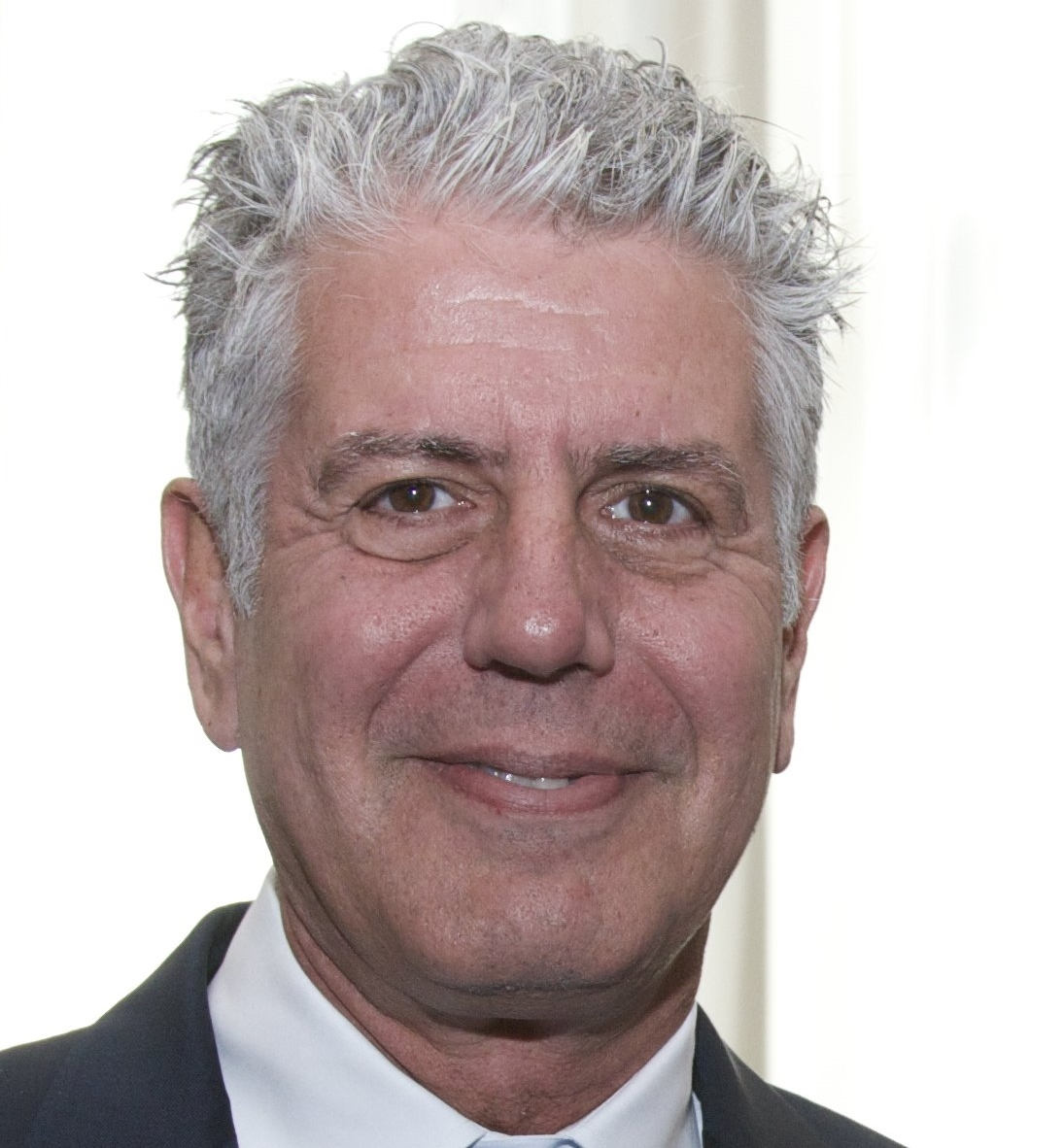
Энтони Бурден

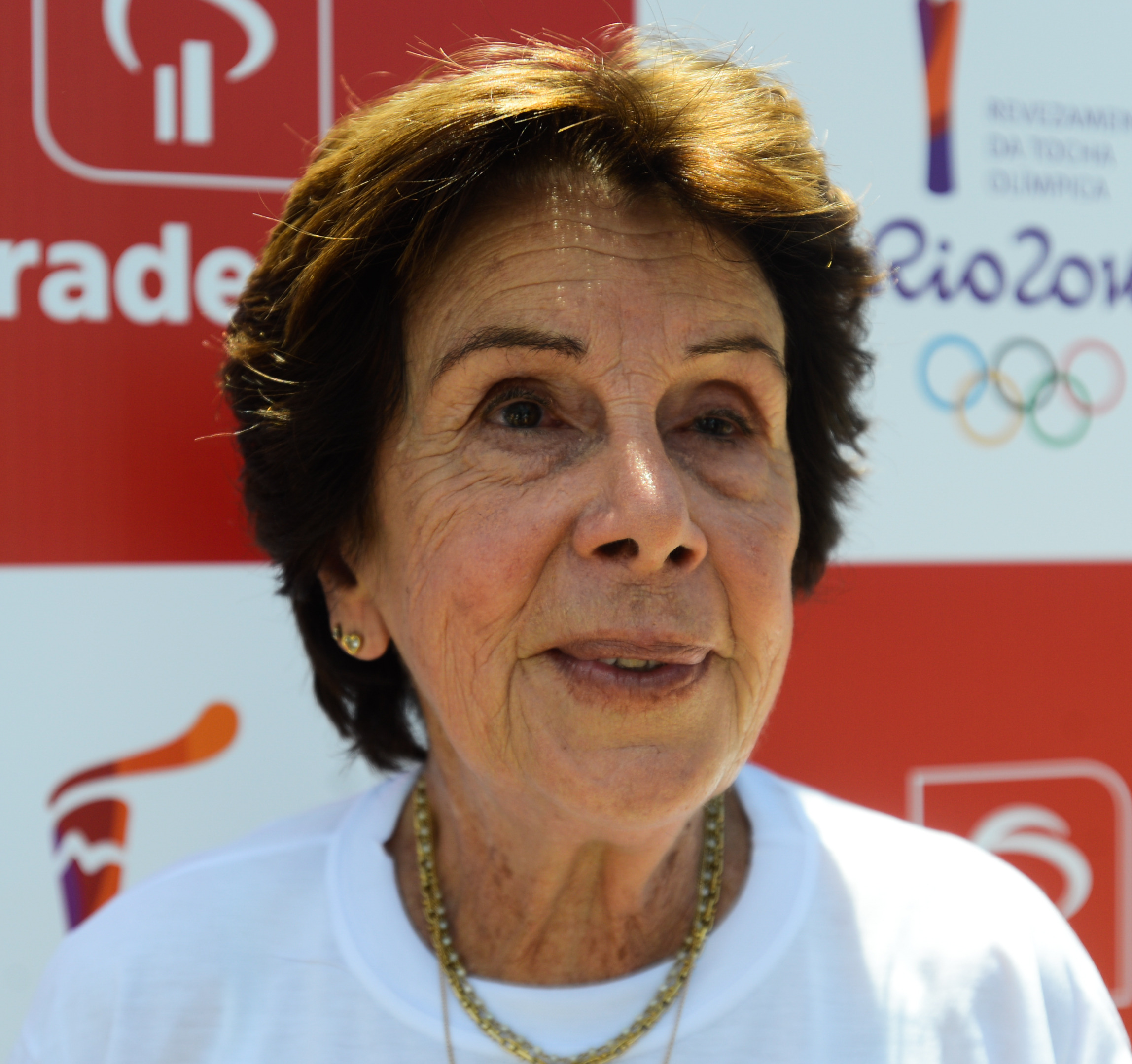
Мария Буэно

- Альмарк, Пер Аксель (79) — шведский политический деятель, заместитель премьер-министра Швеции, основатель Фонда Пера Альмарка, муж актрисы Биби Андерсон (1978—1981)[249].
- Бурден, Энтони (61) — американский телеведущий, повар и писатель[250].
- Буэно, Мария (78) — бразильская теннисистка, обладательница Большого шлема в женском парном разряде (1960) и 19-кратная победительница турниров Большого шлема[251].
- Гэйсон, Юнис (90) — английская киноактриса[252].
- Кируэн, Дэнни (68) — английский и американский рок-гитарист, музыкант группы Fleetwood Mac[253].
- Лю Ичан (99) — гонконгский писатель[254].
- Лях, Игорь Владимирович (55) — советский и российский актёр театра и кино, заслуженный артист Российской Федерации (1997)[255].
- Маккензи, Джон (80) — канадский хоккеист («Бостон Брюинз»), двукратный обладатель Кубка Стэнли (1970, 1972)[256].
- Мушинский, Михаил Иосифович (87) — советский и белорусский литературный критик, литературовед. Член-корреспондент НАН Беларуси[257].
- Нарденбах, Ютта (49) — немецкая футболистка, двукратная чемпионка Европы (1989, 1991)[258].
- Оделл, Джексон (20) — американский актёр[259].
- Плетерский, Янко (95) — югославский и словенский историк и политический деятель[260].
- Пядышев, Борис Дмитриевич (85) — советский и российский дипломат, главный редактор журнала «Международная жизнь» МИД России (1998—2009), Чрезвычайный и Полномочный Посол[261].
- Сантерколе, Джино (77) — итальянский певец, композитор и музыкант[262].

## 7 июня

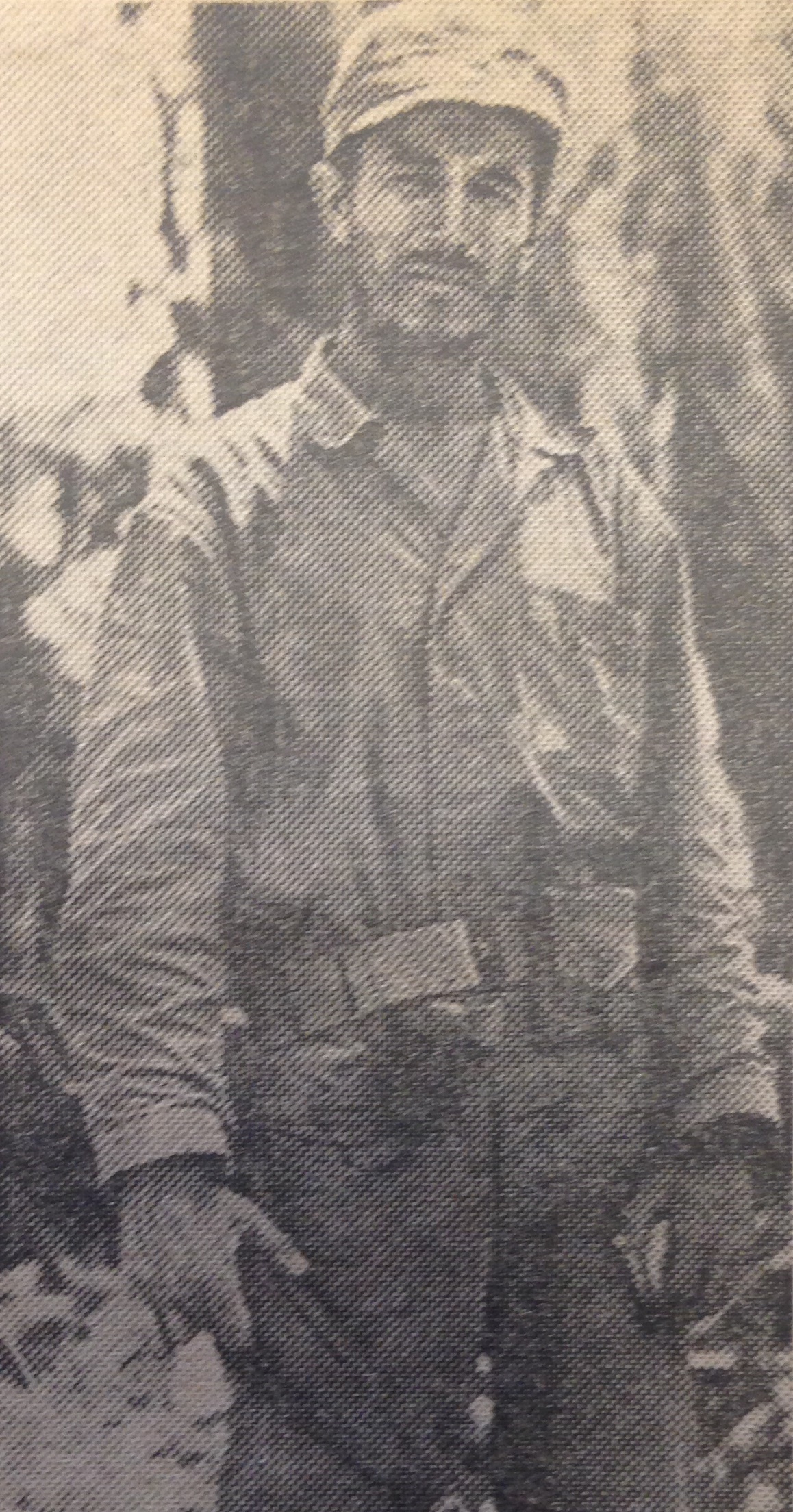
Дэвид Дуглас Дункан

- де Бален, Филипп (96) — французский писатель[263].
- Букс Палихо, Расул (88) — пакистанский правозащитник и диссидент[264].
- Вахович, Барбара (81) — польская писательница, сценарист и публицист[265].
- Вебер, Штефан (71) — австрийский певец и музыкант[266].
- Дункан, Дэвид Дуглас (102) — американский фотожурналист и военный фотокорреспондент[267].
- Мюллер, Эрвин (74) — американский профессиональный баскетболист, выступавший в клубах НБА[268].
- Смерецки, Франсис (68) — французский футболист и тренер[269].
- Толмачёв, Виктор Ильич (83) — советский и российский авиаконструктор, лауреат Государственной премии Украины[270].
- Тургель, Генка (95) — польская писательница и педагог[271].
- Фоллбрахт, Майкл (70) — американский модельер[272].
- Фосхейм, Минкен (62) — норвежская актриса и детская писательница[273].
- Фу Дажэнь (85) — тайваньский спортивный комментатор[274].
- Хартог, Ари ден (77) — нидерландский велогонщик, победитель велогонки Милан — Сан-Ремо (1965)[275].
- Эскарио Мартинес, Антонио (82) — испанский архитектор[276].

## 6 июня

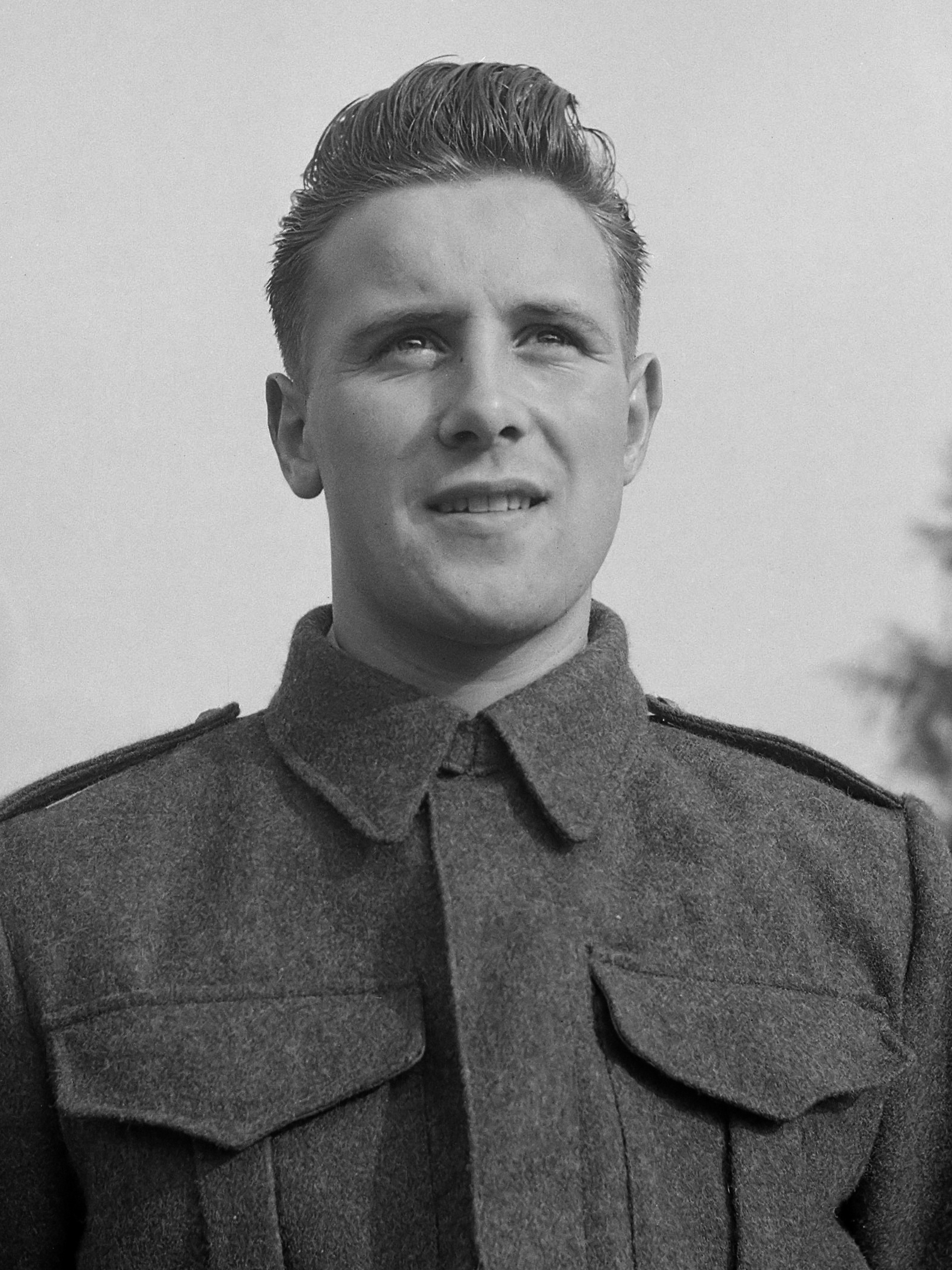
Мартинус Босселар

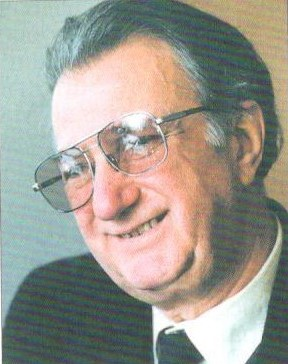
Матея Матеевский

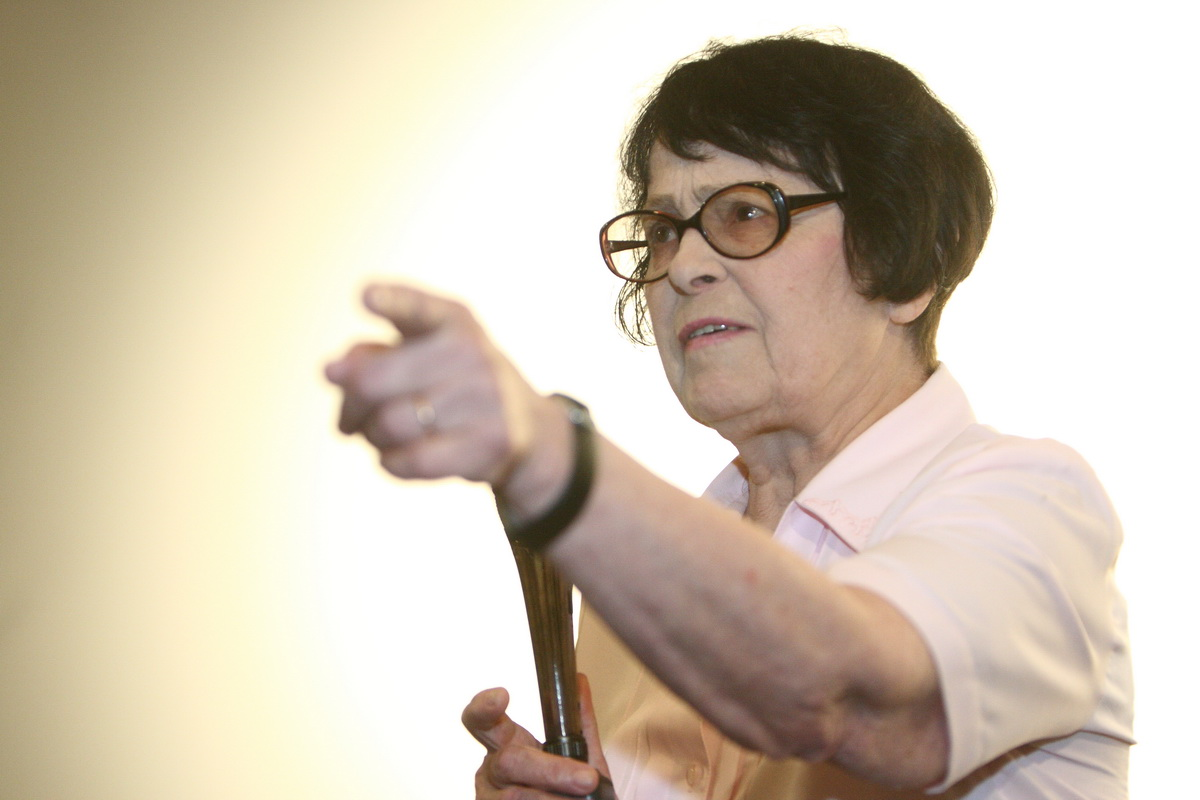
Кира Муратова

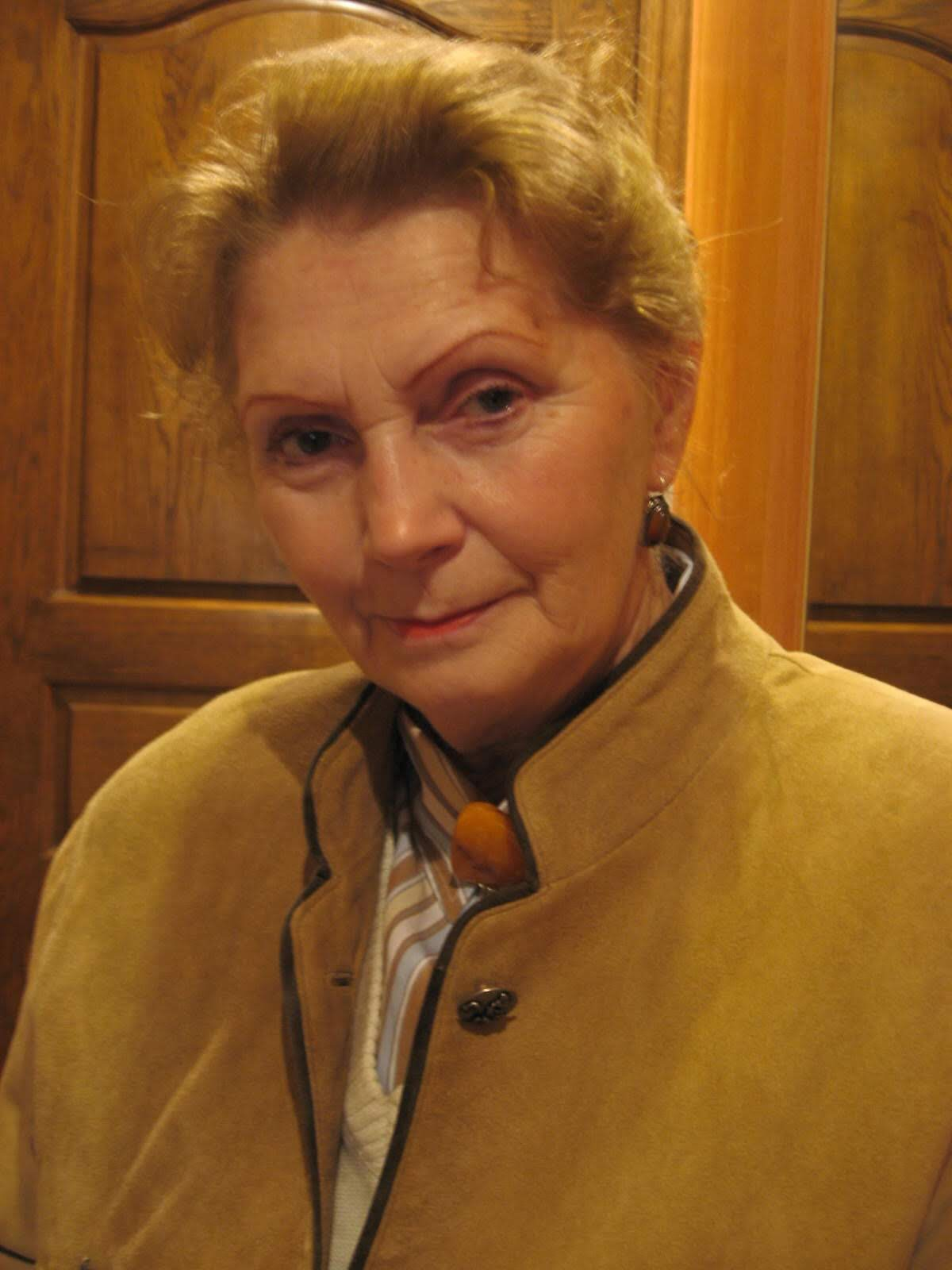
Татьяна Смирнова

- Балог, Клара Фёдоровна (89) — советский и украинский балетмейстер, народная артистка УССР (1974)[277].
- Босселар, Мартинус (82) — нидерландский футболист, игрок «Спарты», «Фейенорда» и национальной сборной, чемпион Нидерландов (1959)[278].
- Вилсон, Мэри (102) — британская поэтесса, жена Гарольда Вильсона[279].
- Вукетиц, Франц (62) — австрийский биолог[280].
- Галецкая, Нонна Николаевна (44) — российская актриса и режиссёр, артистка Хакасского национального театра драмы имени А. М. Топанова[281].
- Джонсон, Тедди (97) — британский певец[282].
- Зарицкий, Эдуард Борисович (72) — советский и белорусский композитор, народный артист Беларуси (1999)[283].
- Катальников, Владимир Дмитриевич (66) — российский государственный деятель, депутат Государственной думы Российской Федерации (1995—2007)[284].
- Макфадден, Дэвид (77) — канадский поэт и писатель[285].
- Матевский, Матея (89) — македонский поэт, театровед и переводчик, академик Македонской академии наук и искусств[286].
- Муратова, Кира Георгиевна (83) — советский и украинский кинорежиссёр, сценаристка и актриса, народная артистка Украинской ССР (1990)[287].
- О’Нилл, Алан (47) — ирландский актёр[288].
- Папон, Моник (83) — французский политический деятель, сенатор (2001—2011), заместитель председателя Сената Франции (2008—2011)[289].
- Сантолла, Ральф (48) — американский гитарист
- Смирнова, Татьяна Георгиевна (78) — советский и российский композитор и пианистка, профессор, заслуженный деятель искусств РСФСР[290]
- Торосов, Владислав Михайлович (81) — советский, российский партийный, государственный и общественный деятель. председатель Хакасского облисполкома (1991—1992)[291].
- Янылмаз, Джемал (84) — турецкий борец вольного стиля, победитель чемпионата мира по борьбе в Софии (1963)[292].

## 5 июня

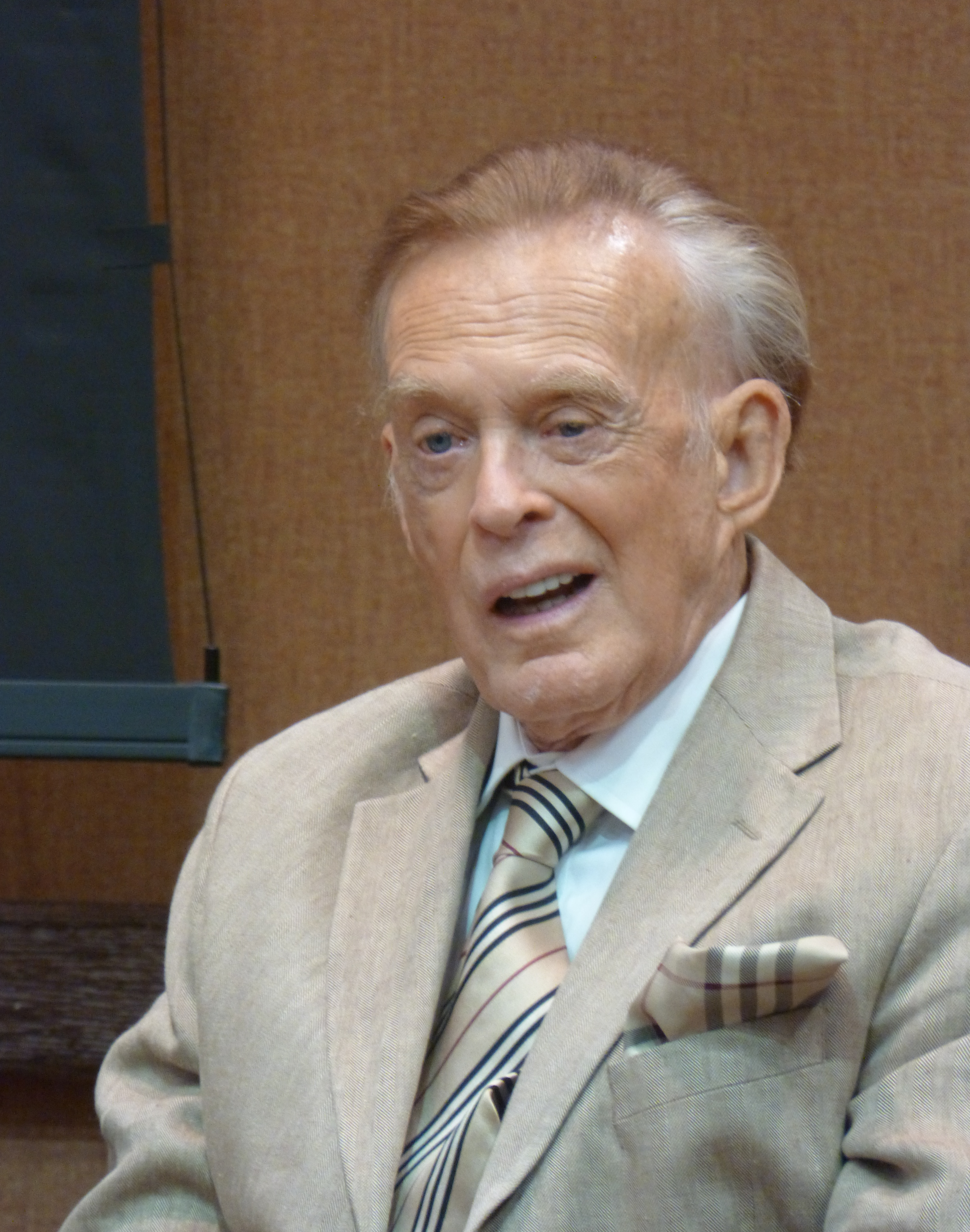
Фрэнк Бреси

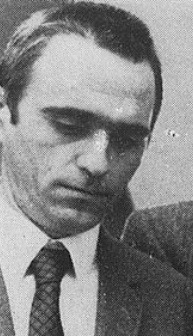
Пьерре Карнити

- Арата, Ёсиаки (94) — японский физик, специалист в области холодного ядерного синтеза[293].
- Берлин, Ира (77) — американский историк[294].
- Боярс, Янис (62) — советский и латвийский легкоатлет (толкание ядра), чемпион СССР, двукратный чемпион Европы (1983, 1984)[295].
- Браун, Брайан (81) — канадский пианист[296].
- Бреси, Фрэнк (88) — американский актёр и радиоведущий, историк радио[297].
- Дрндич, Даша (71) — хорватская писательница, литературный критик, переводчик[298].
- Карнити, Пьерре (81) — итальянский политик, депутат Сената Италии[299].
- Мвакикути, Мария и Мвакикути, Консолата (21)[значимость?] — танзанийские сиамские близнецы[300].
- Морыто, Станислав (71) — польский органист, композитор и музыкальный педагог; профессор и ректор Музыкального университета имени Фредерика Шопена (2005—2012)[301].
- Сорока, Пётр Иванович (62) — украинский писатель[302].
- Спейд, Кейт (55) — американский модельер и предприниматель; самоубийство[303].
- Филлипс, Стэси (73) — американский гитарист, лауреат премии «Грэмми»[304].

## 4 июня
- Белтон, Майкл Джей (83) — американский астроном[305].
- Вьюхин, Валерий Николаевич (76) — советский и российский поэт[306].
- Десятчиков, Алексей Степанович (85) — советский стайер, шестикратный серебряный медалист чемпионатов СССР, заслуженный мастер спорта СССР[307].
- Джонсон, Джорганн (91) —американская актриса[308].
- Кантер, Леонид Виленович (36) — украинский режиссёр-документалист; самоубийство[309].
- Лам, Юнис (75) — гонконгская писательница[310].
- Мироненко, Виктор Михайлович (89) — советский государственный и партийный деятель[311].
- Нуриддин, Джалал Мансур (74) — американский рэпер, участник группы The Last Poets[312].
- Ожере, Марк (86) — французский певец[313].
- Перлингерова, Вера (86) — полковник ВВС Чехии, чьё имя носит автоматизированная станция пассивной радиотехнической разведки Vera[314].
- Приор, Педир — британский политический деятель, лидер партии «Сыны Корнуолла» (1985—1986)[315].
- Уннит, Абхиманью (80) — мавританский писатель[316].
- Эдж, Норман (84) — американский музыкант[317].

## 3 июня

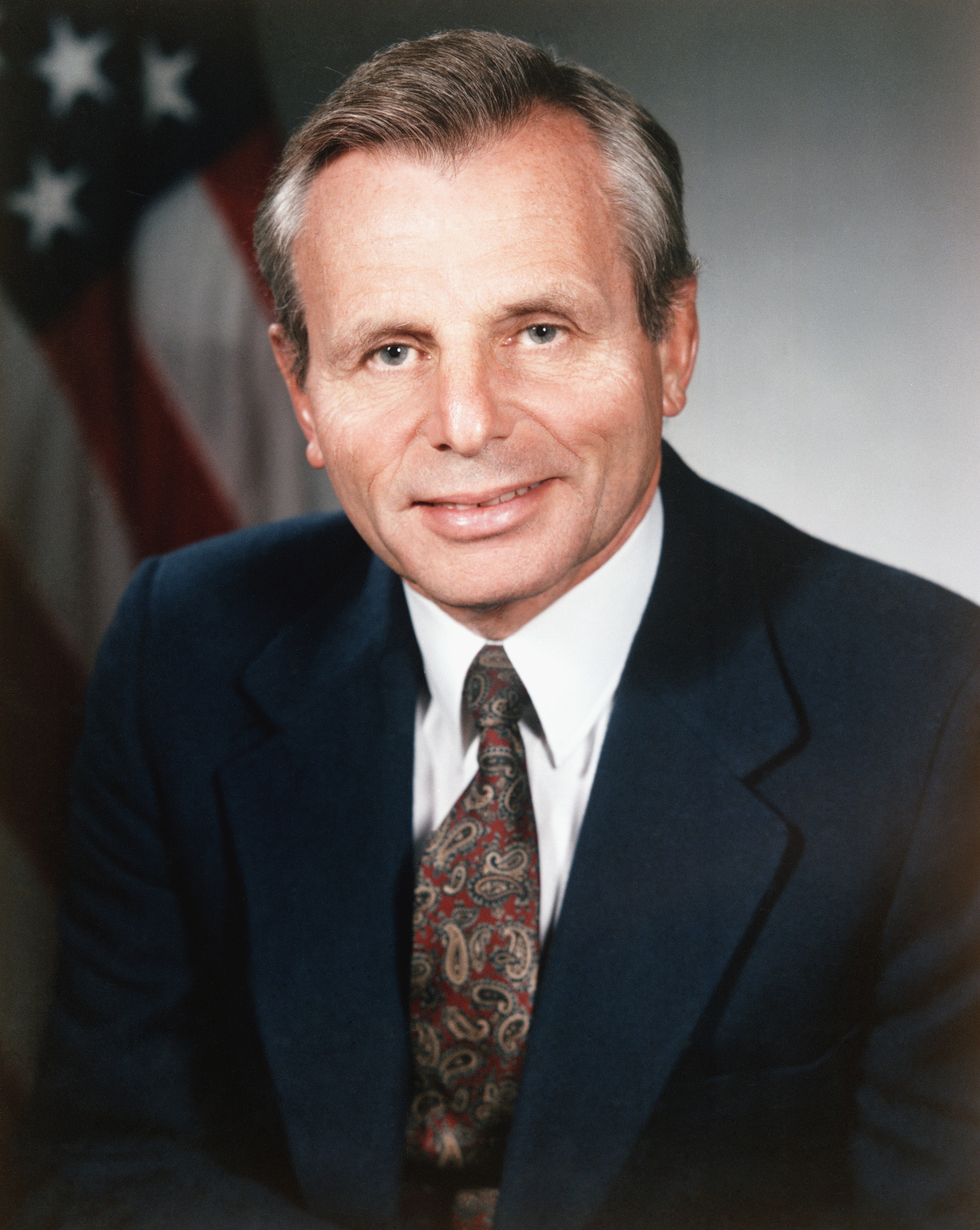
Фрэнк Карлуччи

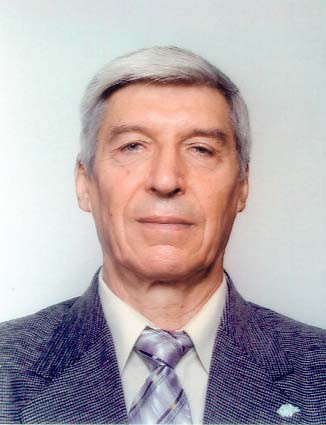
Алексей Картунов

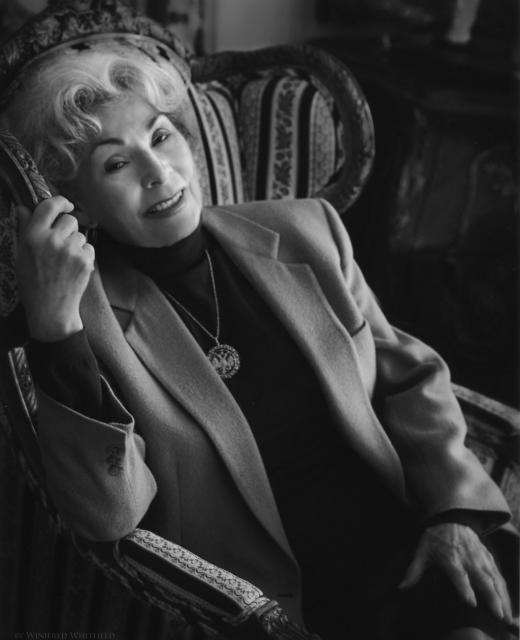
Кира Петровская-Уэйн

- Альтман, Дуг (69) — британский статистик[318].
- Антонов, Олег Михайлович (82) — советский и российский работник правоохранительных органов, прокурор Татарской АССР и Республики Татарстан (1985—1992), прокурор Белгородской области (1992—1997), заслуженный юрист РСФСР (1986)[319].
- Анцулевич, Янина Александровна (36) — российский скульптор и художник-ипполог[320].
- Аппиано, Алессандра (59) — итальянская писательница[321].
- Белов, Валентин Михайлович (90) — советский и российский скульптор, народный художник Российской Федерации (1999)[322].
- Бернард, Ян Игнатьевич (81) — российский поэт и прозаик, лауреат литературных премий[каких?][323].
- Брылевский, Роберт (57) — польский певец и музыкант[324].
- Зимина, Лидия Андреевна (85) — советский и российский скульптор[325].
- Карлуччи, Фрэнк (87) — американский государственный деятель, советник президента США по национальной безопасности (1986—1987), министр обороны США (1987—1989)[326].
- Картунов, Алексей Васильевич (78) — украинский учёный и педагог. Заслуженный деятель науки и техники Украины[источник не указан 209 дней].
- Кийес, Джонни (78) — американский актёр[327].
- Миргалимов, Тимур Тагирович (44) — российский театральный актёр Вологодского ТЮЗа и Сызранского драматического театра; самоубийство[328].
- Неведомский, Леонид Витальевич (78) — советский и российский актёр театра и кино, народный артист Российской Федерации (1994)[329].
- Обандо Браво, Мигель (92) — никарагуанский кардинал, архиепископ Манагуа (1970—2005)[330].
- Петровская-Уэйн, Кира (99) — американская писательница советского происхождения[331].
- Рутковский, Антоний[пол.] (97) — польский учёный, специалист в области технологии пищевых продуктов, член Польской академии наук, иностранный член ВАСХНИЛ—РАСХН (1985—2014), иностранный член РАН (2014)[332]
- Сафиуллин, Рашит Асхатович (70) — советский и российский художник, заслуженный художник Российской Федерации[333].
- Сорокина, Наталия Давыдовна (91) — советская и российская исполнительница на гуслях, солистка Государственного академического оркестра русских народных инструментов имени В. В. Андреева (с 1962), народная артистка Российской Федерации (2005), жена Константина Лаптева, ДТП[334].
- Тизенгаузен, Георг фон (104) — немецко-американский специалист по аэрокосмической технике, последний инженер из команды Вернера фон Брауна[335].
- Томсон, Джон (91) — британский дипломат, посол в Индии (1977—1982), постоянный представитель Великобритании при ООН (1982—1987)[336].
- Трауш, Гильберт (86) — люксембургский историк[337].
- Тузов, Леонид Васильевич (92) — советский и киргизский учёный, доктор физико-математических наук, профессор Кыргызского национального университета имени Жусупа Баласагына. Заслуженный деятель науки Кыргызской Республики (1995)[338].
- Фаунтин, Кларенс (88) — американский музыкант (Blind Boys of Alabama)[339].
- Форэн, Роберт (82) — канадский хоккеист, серебряный призёр зимних Олимпийских игр (1960)[340].
- Шакирова, Сания (30) — киргизская фотомодель, лауреат конкурса красоты «Миссис мира» (2018); ДТП[341].

## 2 июня

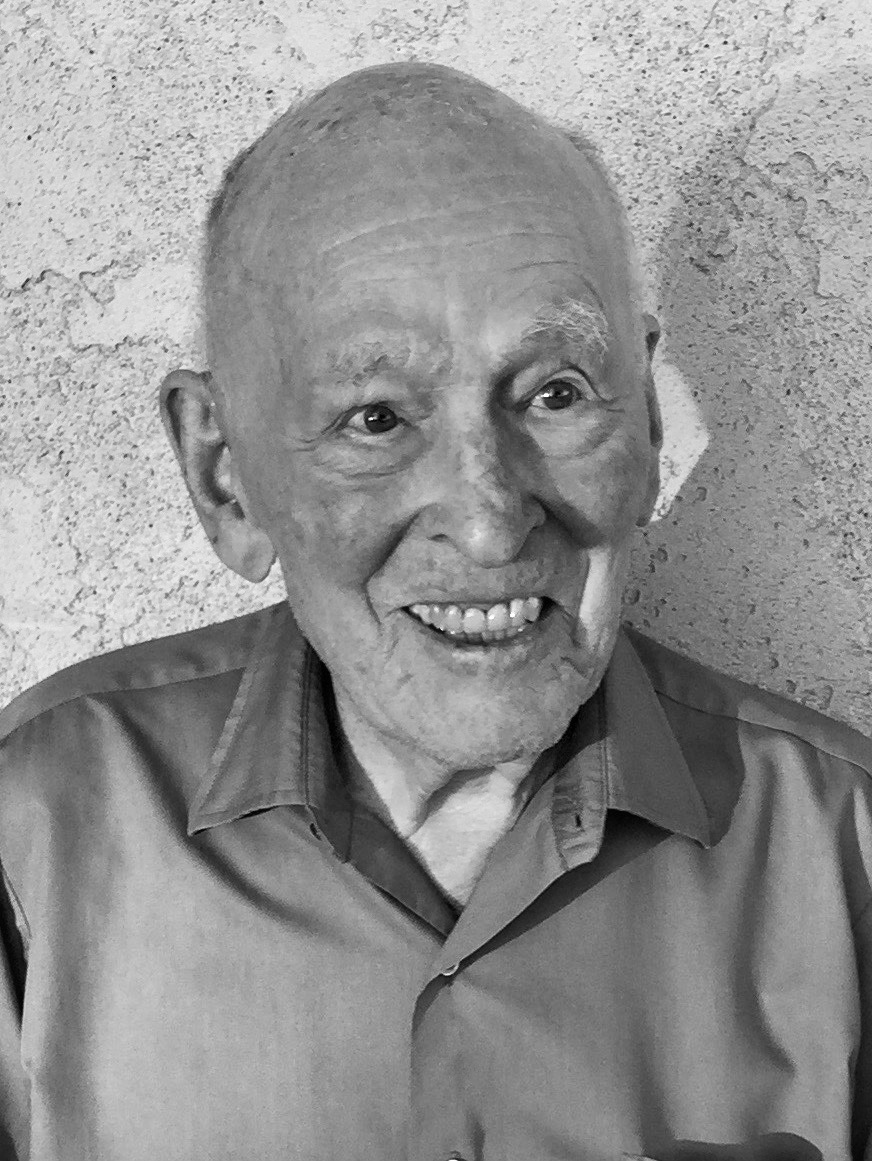
Пол Бойер

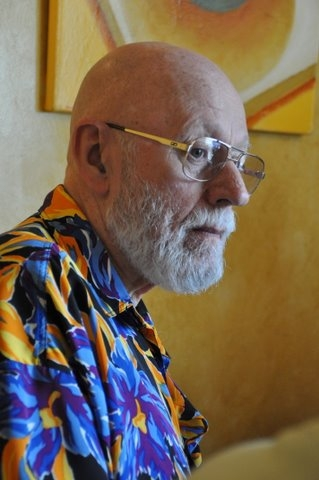
Тони Морфет

- Айбль-Айбесфельдт, Иренойс (89) — австрийский этнолог[342].
- Белевич, Виктор Иванович (76) — советский и белорусский тренер по баскетболу, заслуженный тренер Беларуси[343].
- Беринсон, Джо (86) — австралийский государственный деятель, министр окружающей среды (1975)[344].
- Бойер, Пол (99) — американский химик, лауреат Нобелевской премии по химии (1997)[345].
- Вольф, Эмиль (95) — чешский и американский физик, лауреат премии имени Макса Борна (1987)[346].
- Гахремани, Вида (81) — иранская актриса[347].
- Дэвис, Монте Хилл (86) — американская пианистка[348].
- Лавенециана, Винченцо (60) — итальянский футболист[349].
- Масарьегос, Фернандо (80) — гватемальский химик, изобретатель экономичного фильтра питьевой воды[350].
- Мельников, Николай Николаевич (79) — советский и российский учёный в области горного дела, академик РАН (1997), сын Николая Мельникова[351].
- Милнер, Питер (98) — канадский нейрофизиолог, открывший центр удовольствия в мозгу (1954)[352].
- Морфетт, Тони (80) — австралийский сценарист[353].
- Рахлина, Анастасия Рафаиловна (в монашестве Иулиания; 53) — советская и российская журналистка, гражданская жена поэта Александра Башлачёва, монахиня Русской православной церкви[354].
- Сандлер, Ирвинг (92) — американский искусствовед[355].

## 1 июня

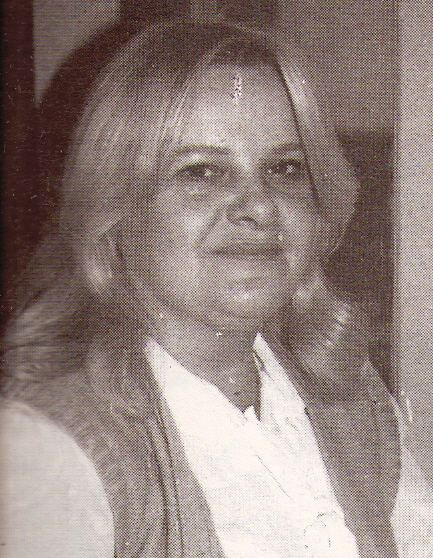
Полди Бирд

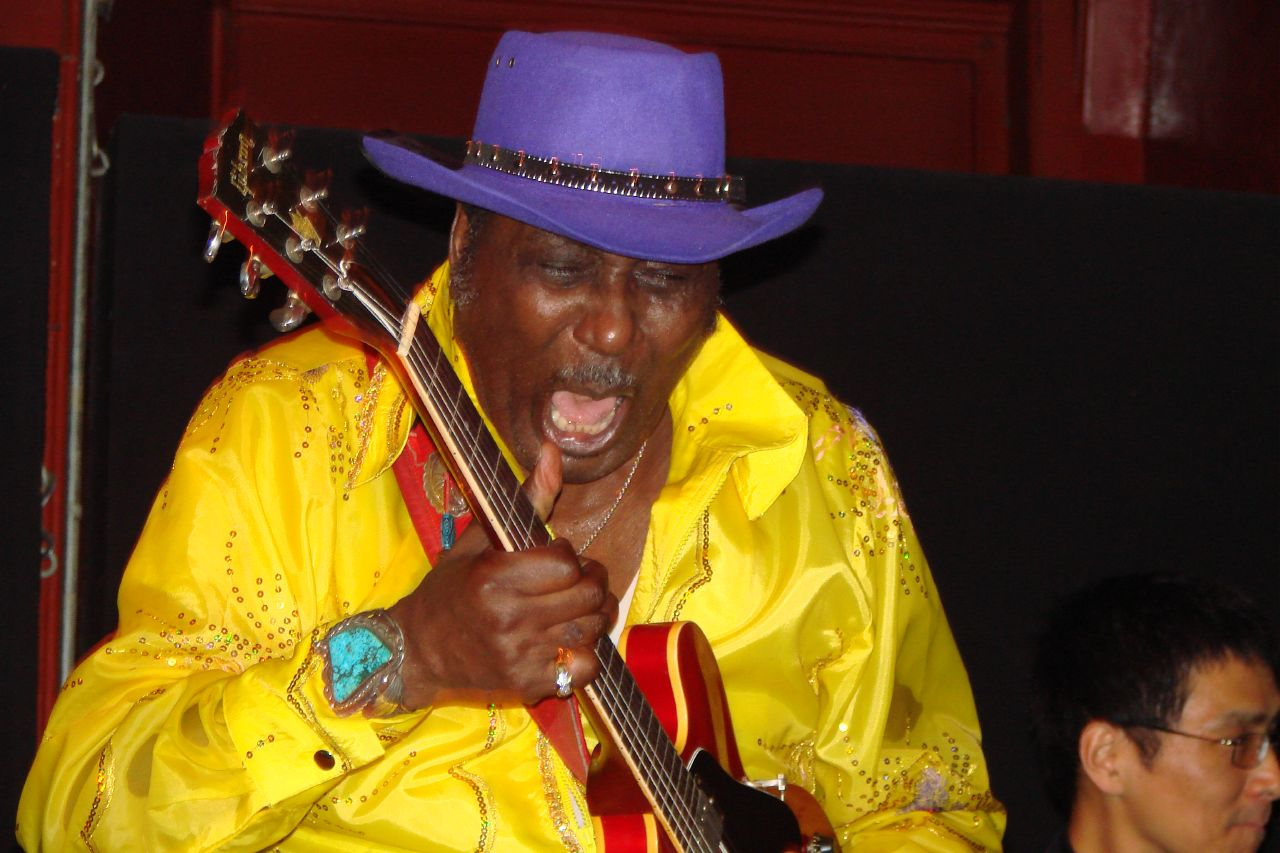
Эдди Клируотер

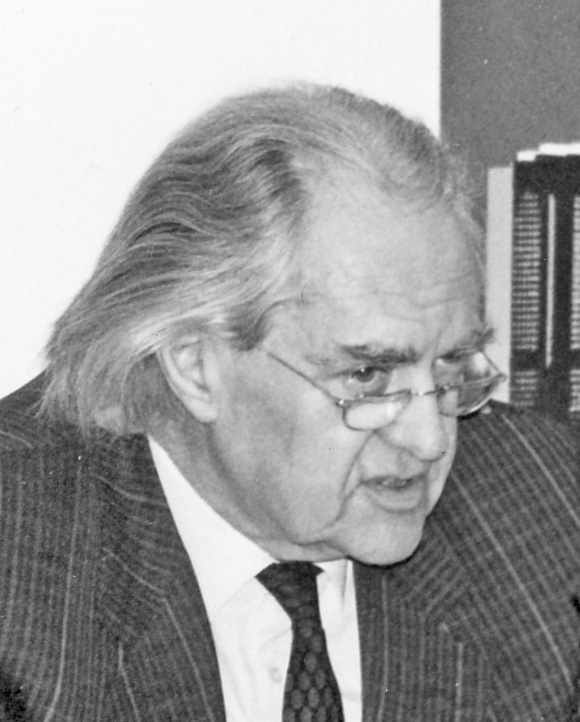
Хилмар Хоффман

- Айх, Вальтер (93) — швейцарский футбольный вратарь, участник чемпионата мира 1954[356].
- Бирд, Полди (77) — аргентинская писательница[357] Архивная копия от 12 июня 2018 на Wayback Machine.
- Булар, Жан-Клод (75) — французский политик, мэр Ле-Мана (c 2001)[358].
- Гантнер, Бернар (89) — французский художник[359].
- Гирарди, Джанкарло (82) — итальянский физик-теоретик, автор работ, посвящённых фундаментальным проблемам квантовой механики, один из авторов теории Гирарди — Римини — Вебера[360].
- Джирарди, Джанкарло (82) — итальянский физик, соавтор теории спонтанного коллапса Джирарди-Римини-Вебера[361].
- Ди Вероли, Джованни (85) — итальянский футболист[362].
- Дяков, Александр (86) — болгарский скульптор[363].
- Карпов, Александр Михайлович (81) — российский актёр, артист театра «У Никитских ворот» (с 1987), заслуженный артист Российской Федерации (2006)[364].
- Клируотер, Эдди (83) — американский блюзовый певец и гитарист[365].
- Клотуорти, Роберт (87) — американский спортсмен, чемпион летних Олимпийских игр 1956 по прыжкам в воду с трамплина[366].
- Конуэй, Джилл (83) — американская писательница и деятель образования, президент колледжа Смит (1975—1985)[367].
- Мартика, Мария (86) — греческая актриса[368].
- Морли, Малькольм (86) — британский художник[369].
- Мэсси, Эндрю (72) — американский дирижёр[370].
- Норвич, Джон (88) — английский историк и писатель[371].
- Полихрониу, Костас (81) — греческий футболист, капитан сборной Греции по футболу (1961—1967)[372].
- Сакич, Синан (61) — сербский певец[373].
- Фиппс, Уильям Эдвард (96) — американский актёр, лауреат Венецианского кинофестиваля (1954)[374].
- Хоффман, Хилмар (92) — немецкий деятель культуры и образования, основатель Международного кинофестиваля короткометражного кино в Оберхаузене (1954), основатель Набережной музеев во Франкфурте-на-Майне, президент Института имени Гёте (1993—2001)[375].